# Списак епизода серије Коло среће

Коло среће је српска теленовела која се емитовала од 6. септембра 2021.до 8. јула 2022. на националној телевизији Прва ТВ.

## Преглед
| Сезона | Сезона | Епизоде | Епизоде | Оригинално емитовање | Оригинално емитовање |
| Сезона | Сезона | Епизоде | Епизоде | Премијера            | Финале               |
| ------ | ------ | ------- | ------- | -------------------- | -------------------- |
|        | 1.     | 217     | 217     | 6. септембар 2021.   | 8. јул 2022.         |

## Епизоде

### 1. сезона (2021-22)
| Бр. у серији | Бр. у сезони | Назив                                                                            | Редитељ                          | Сценариста     | Премијерно приказивање |
| --- | ------------ | -------------------------------------------------------------------------------- | -------------------------------- | -------------- | ---------------------- |
| 1 | 1            | Мара уплаћује тикет за седмицу                                                   | Милан Коњевић и Владимир Алексић | Душан Јанковић | 6. септембар 2021.     |
| Мара је добра, поштена и храбра жена, пожртвована мајка, која ради на пијаци не би ли својој деци, сину Бојану и ћерки Гордани, обезбедила новац за живот. Живе у изнајмљеном стану, у не баш идеалним условима за живот. Пати за сином којој су јој одузели још као девојку од 16 година. Креће на разговор за посао у богаташкој кући код господина Мирослава Константиновића и коју је са задовољством прихвата да ради. Након 13 година господин Мирослав се тешко разболио и Мара стриктно води рачуна о његовом здрављу. Чувши за то, његова сестричина Тијана долази код њега кући, не би ли дошла до неког новца. Мара на наговор свога сина Бојана уплаћује тикет за седмицу. Уморна од силног посла, превари је сан, испушта тикет из руке и пропушта излачење лутрије. |              |                                                                                  |                                  |                |                        |
| 2 | 2            | Мара осваја седмицу, вести се брзо шире                                          | Милан Коњевић и Владимир Алексић | Душан Јанковић | 7. септембар 2021.     |
| Након свих недаћа које је искусила, Мара има прилику да доживи и ону другу, лепшу страну живота. Она и њен син уплатили су тикет и освојили седмицу. Шест и по милиона добили су на лутрији. Луди од среће која их је задесила преноси родбини и пријатељима лепе вести. А такве вести се брзо шире. Мара је сигурна да више нема препрека да пронађе сина ког су јој одузели као девојци. Новац је спреман и Мара му "обећава" да ће га пронаћи. Пошто је отерала Мару, сестричина Мирослава Константиновића води рачуна о ујаку. Сместила га је у кревет и даје му директиву шта даље да ради. Али он зна у какве је руке упао и зато моли се да му Мара опрости. Преваранти Михајло и Клара којима полиција већ 13 година не може да уђе у траг и који су поново остали без пара долазе на идеју. Седмица је освојена у близини Београда. Такву прилику не смеју пропустити. |              |                                                                                  |                                  |                |                        |
| 3 | 3            | Сви у Сопоту већ знају да је Мара срећна добитница, а лопови се приближавају     | Милан Коњевић и Владимир Алексић | Душан Јанковић | 8. септембар 2021.     |
| Мара је тужна јер се није поздравила са Мирославом Константиновићем који је тако напрасно умро. Сестричина Тијана већ кује планове како да се обогати на ујаковој кући. Вест да је Мара освојила премију се брзо шири Сопотом, а преваранти Михајло и Елена настављају да разрађују план како да опљачкају „срећног добитника”. Љубина ћерка саопштава Бојану да је трудна. Мара је пресрећна што ће постати баба, али не и Љуба који о томе ништа не зна. |              |                                                                                  |                                  |                |                        |
| 4 | 4            | Елена се упознаје са Маром                                                       | Милан Коњевић и Владимир Алексић | Душан Јанковић | 9. септембар 2021.     |
| Мара постаје све популарнија. Појављује се на насловним странама новина, а позивају је и у телевизијске емисије. Преваранти Михајло и Елена не морају много да истражују, све им је већ понуђено на тацни. Елена прави први корак приближавања Мари, представљајући се као лајф-коуч. |              |                                                                                  |                                  |                |                        |
| 5 | 5            | Мара је зрела за "лајф коуча"                                                    | Милан Коњевић и Владимир Алексић | Душан Јанковић | 10. септембар 2021.    |
| Никола и Јелисавета одлазе на ултразвучни преглед. Јелисавета га моли да не иде у ординацију са њом јер јој је непријатно. Елена је сигурна да је најбољи начин да се преближи Мари преко њене ћерке Гоце која је већ „загризла мамац”. Ипак, Мари та прича о некаквом лајф коучу није јасна до краја, али пошто је Гоца толико навалила спремна је да јој изађе у сусрет. Пошто се продаје кућа Мирослава Константиновића, Мара одлучује да је купи. |              |                                                                                  |                                  |                |                        |
| 6 | 6            | Злоба избија: „Била су пијачарка и остала”                                       | Милан Коњевић и Владимир Алексић | Душан Јанковић | 13. септембар 2021.    |
| Мара се усељава у богаташку кућу господина Константиновића. Љубомиру ставља до знања да њен син Бојан неће бежати од својих обавеза према његовој ћерки. Али, главна препрека је заправо бакица Танасијевић. Као што је некада прекинула „једну везу”, сада намерава исто да учини другом љубавном пару. Зато ће Мари скресати да ниједан Танасијевић неће никада постати Ракетић. Кад настави са увредама, Мара губи контролу. Ћерка превареног Јанка који се убио Лена и њен детектив покушавају да ухвате преваранте Елену и Михајла. Њен детектив проналази хакера и сигуран је да ће их он одвести до овог пара. |              |                                                                                  |                                  |                |                        |
| 7 | 7            | Бојан проналази Јелисаветин тест трудноће                                        | Милан Коњевић и Владимир Алексић | Душан Јанковић | 14. септембар 2021.    |
| Мара је и даље опседнута идејом да пронађе сина ког су јој одузели. Њену другарицу која је упућена у све тајне занима да ли ће рећи Љуби да тражи Павла. Мара јој открива да је ангажовала „лајфа коуча” и да ће он направити праву даму од ње. Бојан и Јелисавета препуштају се страстима у њеној соби. Међу њеним стварима Бојан проналази тест за трудноћу. Иако истрага споро напредује, Лена проналази везу између неколико људи. |              |                                                                                  |                                  |                |                        |
| 8 | 8            | Мара почиње да се исповеда Елени                                                 | Милан Коњевић и Владимир Алексић | Душан Јанковић | 15. септембар 2021.    |
| Елена стиже у Сопот. Налицкана, у секси хаљини и бесним колима моментално скреће пажњу мештана Сопота. Одлази у Марину кућу где је Мара упознаје са својом животном причом и новим циљевима које је себи поставила. Лена креће у истраживање. Одлази у дом за незбринуту децу са списка, да ли јој је познато име Коста Рашић. Иако управница ништа не говори, када Лена оде, позваће Косту да га упозори. |              |                                                                                  |                                  |                |                        |
| 9 | 9            | Ленина мајка упозорава: Десиће се нешто лоше                                     | Милан Коњевић и Владимир Алексић | Душан Јанковић | 16. септембар 2021.    |
| Елена се смешта у Љубин хотел. Први часови везани су за одбацивање старих навика, а у Марином случају одбацивању старе одеће. Коста моли своју туторку да му да број телефона новинарке која је долазила у дом за незбринуту децу и распитивала се о њему. Међутим, Роса одлучује да то среди сама. Али, и Коста је упоран. Ленина мајка, која још увек не може да се опорави од мужевљеве смрти, опомиње ћерку да се чува јер ће се десити нешто лоше. |              |                                                                                  |                                  |                |                        |
| 10 | 10           | Шта ми је сад са кочницом?                                                       | Милан Коњевић и Владимир Алексић | Душан Јанковић | 17. септембар 2021.    |
| Михајло јавља Елени да ћерка Васиљевића, кога су ојадили, копа по њиховој прошлости и да је тренутно у Дому за незбринуту децу. Елена је запрепашћена. Михајло одлучује да реши тај проблем на свој начин. Сачекује Лену испред Дома, а када она уђе у кола почиње да је пратити да је узнемирава током вожње, све док се Лена не избезуми због кочнице која не хвата како треба. Мара се враћа из шопинга као потпуно нова жена. Њене комшије су изненађене колико добро изгледа. Љуба не скида поглед са ње. |              |                                                                                  |                                  |                |                        |
| 11 | 11           | Шта се десило са Леном?                                                          | Милан Коњевић и Владимир Алексић | Душан Јанковић | 20. септембар 2021.    |
| Бојан тражи од Вање да му помаже слике са ултразвучног прегледа да би видео бебу. Пошто слика нема, решење је интернет. Ленина мајка је предосетила да ће се нешто лоше десити. Особље ју је једва смирило. Ипак, медицинска сестра тражи помоћ јер се њена ћерка не јавља на телефон. И управница дома Роса је заинтересована да сазна на који начин је Коста решио проблем са Леном. Запањиће је оно што чује. |              |                                                                                  |                                  |                |                        |
| 12 | 12           | Дрина хвата Елену како претура по Марином орману                                 | Милан Коњевић и Владимир Алексић | Душан Јанковић | 21. септембар 2021.    |
| Елена открива да Мара скрива велику тајну. Још увек не зна о чему је реч, али обећава Кости да ће сазнати. Мара притиска баба Персиду да јој каже шта је урадила са њеним сином и прети да ће целом селу обзнанити тајне из прошлости. Филију је са парама које Персида узима без размишљања. Нетрпљивост између Дрине и Елене расте. Дрина је хвата како претура по Мариним орманима, и заузврат добија нејасно објашњење. |              |                                                                                  |                                  |                |                        |
| 13 | 13           | Уместо да је Мара похвали што ју је упозорила, Дрина добија прекор               | Милан Коњевић и Владимир Алексић | Душан Јанковић | 22. септембар 2021.    |
| Дрина је добронамерно упозорила Мару да Елена њушка по њеној соби, али није наишла на добар пријем. Мара то схвата као оговарање и таква работа јој се не допада. Персида прича ћерки да јој Мара прети да ће свима испричати да је вештица која отима туђу децу и моли Калину да то спречи. Ни Марина мајка не остаје имуна на идеју да се сазна да су некада узели Мари дете. Јер и она је уплетена. Елена проналази дечије ствари у Мариној фиоци и схвата да је то њена тајна. |              |                                                                                  |                                  |                |                        |
| 14 | 14           | Баба Персида моли за помоћ јер Мара Ракетић не одустаје                          | Милан Коњевић и Владимир Алексић | Душан Јанковић | 23. септембар 2021.    |
| Мара добија хрпу писама у којима је непознати људи моле за помоћ. Међу њима су и мештани села који су решили да се огребу о њен новац. Баба Персида позива телефоном „познанике” којима предочава да је у неприлици јер Мара Ракетић не одустаје. Мара је одлучила да деци Бојану и Гордани саопшти да негде у овом свету постоји неко њихов кога тражи. Још је само остало питање како ће то извести. |              |                                                                                  |                                  |                |                        |
| 15 | 15           | Перса ће Мари рећи оно што зна, али под једним условом                           | Милан Коњевић и Владимир Алексић | Душан Јанковић | 24. септембар 2021.    |
| Перса је спремна да „испоручи истину” Мари али под једним условом. За такве информације које ће дати, мора добити јако обећање. Бојан одбија Јелисавету и не жели са њом да има секс јер се плаши да не повреди бебу. Осим тога захтева да се поново иде на ултразвук. Чистећи по кући, Дрина наилази на Еленину визит карту. На њој је њена слика али име се не подудара. |              |                                                                                  |                                  |                |                        |
| 16 | 16           | Да ли је куцнуо час да упозна свог сина?                                         | Милан Коњевић и Владимир Алексић | Душан Јанковић | 27. септембар 2021.    |
| Сопот очекује велики догађај, треба да стигну људи који се надају Мариној помоћи. Међутим, Мара најављује да ће она прво морати нешто друго да обави и да се око свих послова позабави Елена. Свима је необично њено понашање, чак се и син Бојан пита шта се дешава са мајком. Надајући се да куца на права врата, Мара креће на упознавање са својим сином са нераздвојном другарицом. |              |                                                                                  |                                  |                |                        |
| 17 | 17           | Бориће се Мара, па макар цркла!                                                  | Милан Коњевић и Владимир Алексић | Душан Јанковић | 28. септембар 2021.    |
| Јелисавета је смислила тактику како да увуче Бојана у брак. Одлази код његове бабе и жали се како она и њен унук још увек нису озбиљно разговарали о будућности. Иако је мислила да ће јој се посрећити, Мара се после развовора са људима на које ју је упутила Персида враћа разочарана. Све што је чула је ражалостило, али обећава да ће даље да се бори. |              |                                                                                  |                                  |                |                        |
| 18 | 18           | Постаће Бојанова жена, а Спаса и Вања знају да је грешна                         | Милан Коњевић и Владимир Алексић | Душан Јанковић | 29. септембар 2021.    |
| Персида подсмешљиво гледа Мару знајући да је чула за проблематичног сина и да се сигурно разочарала. Мара јој ставља до знања да неће одустати, поготово не сада када је дошла до пара. Бојан проси Јелисавету. Сцену када он клекне и са прстеном запита Јелисавету да му буде жена, запањено ће из сенке пратити Спасоје и Вања знајући да Јелисавета крије тајну. Терезин живот је у опасности након што се нагутала пилула за спавање. |              |                                                                                  |                                  |                |                        |
| 19 | 19           | Изненађење до изненађења                                                         | Милан Коњевић и Владимир Алексић | Душан Јанковић | 30. септембар 2021.    |
| Елена је полудела што је Гоца довела медије на добротворну забаву. Из беса стеже до бола Гоцину руку и ускоро демостративно напушта скуп. Гоца је изван себе због Елениног понашања, али ће је брзо одобровољити згодни новинар пред чији објекат упада. Љубомир покушава да се приближи Мари и моли је за плес. Али право изненађење тек следи. Неколико криминалаца планира акцију, а за то су им потребне и пушке. |              |                                                                                  |                                  |                |                        |
| 20 | 20           | Отели су Гоцу!                                                                   | Милан Коњевић и Владимир Алексић | Душан Јанковић | 1. октобар 2021.       |
| На Марину забаву увлаче се сумњиви ликови. Први који запажа да се нешто "спрема" је новинар који се бави криминалом с којим Гоца проводи читаво вече. Криминалци крећу у акцију и киднапују Гоцу. Мара је очајна, трчи за ћерком покушавајући да је спасе, док новинар извештава свог уредника да је отета ћерка жене која је освојила велики новац. Почиње потера, али и преговори међу криминалцима о деоби плена. |              |                                                                                  |                                  |                |                        |
| 21 | 21           | Још се не зна ко је отео Гоцу                                                    | Милан Коњевић и Владимир Алексић | Душан Јанковић | 4. октобар 2021.       |
| И даље се ништа не зна о Гоци. Један од маскираних криминалаца се јавља полицији и то им постаје једини траг. Полицајци крећу по трагу, а са њима и Мара. Не заостаје ни новинар у чијем листу је већ објављен чланак о отмици, због чега Елена губи живце. |              |                                                                                  |                                  |                |                        |
| 22 | 22           | Сада је и спасилац, па су му Марина врата отворена!                              | Милан Коњевић и Владимир Алексић | Душан Јанковић | 5. октобар 2021.       |
| Полицајци упадају у складиште и проналазе Гоцу и једног младића који је доводи. Захтевају од њега да се преда, док наивна Гоца објашњава да ју је он спасао а да су отмичари побегли. Стиже и Мара. Грли момка, који се представља као Петар, и захваљује му. Да би му се одужила позива га на вечеру да се боље упознају. Елена ликује и сугерише му да буде опрезан. Коначно, стиже тренутак да и кућна помоћница Дрина покаже визит-карту на којој је Еленина слика али стоји друго име. Мара је збуњена. |              |                                                                                  |                                  |                |                        |
| 23 | 23           | "Овде нешто јако смрди"                                                          | Милан Коњевић и Владимир Алексић | Душан Јанковић | 6. октобар 2021.       |
| Коста, који се сад представља као Петар, долази код Маре на вечеру. Одушевљена његовим гестом и понашањем, Мара га позива да почне да ради за њу као обезбеђење. За то време, новинар Момчило у Љубином пансиону спрема текст о Гоцином спасиоцу, а када сретне Петра затражиће да поразговарају да би сазнао и објавио детаље који занимају јавност. Већ после првог разговора, јавиће редакцији да „овде нешто јако смрди”. И Петар реагује на свој начин. Бесан је, хоће моментално да се реши пискарала које прави проблеме. |              |                                                                                  |                                  |                |                        |
| 24 | 24           | Проблем звани "новинар" решиће на свој начин                                     | Милан Коњевић и Владимир Алексић | Душан Јанковић | 7. октобар 2021.       |
| Елена је успела да „напакује” новинару Момчилу. Полиција почиње да га испитује и уместо да га третирају као хероја, постаје један од осумњичевих. Момчилов разговор са уредником чуће и Петар који је спреман да реши проблем на најсуровији начин. Мара поново посећује породицу која је усвојила њеног сина и сазнаје да Павле и не зна да је усвојен. |              |                                                                                  |                                  |                |                        |
| 25 | 25           | У пару су још јачи                                                               | Милан Коњевић и Владимир Алексић | Душан Јанковић | 8. октобар 2021.       |
| Елена и нови телохранитељ Петар избацују новинара Момчила из Марине куће. Петар је све директнији у претњама. Ипак, Момчило је тврд орах, зна да се преко жена може најлакше убацити у игру и зато почиње поново да флертује са Гоцом. Љуба има нова сазнања о мајци Персиди и жели да их подели са Маром. Да би јој све рекао претрпиће и њена подбадања. |              |                                                                                  |                                  |                |                        |
| 26 | 26           | Ако ме преварите, бићете још јаднији                                             | Милан Коњевић и Владимир Алексић | Душан Јанковић | 11. октобар 2021.      |
| Владимир и Јованка долазе на тајни састанак са Персидом. На Јованкине жалопојке да се Мара много нада да ће наћи сина, од Персиде добијају претњу да ће ако је преваре изаћи јаднији него што су били. Еленини потези постају све дрскији. Предлаже Мари да јој да пуномоћје и да више не размишља о новцу. |              |                                                                                  |                                  |                |                        |
| 27 | 27           | Елена чини све да придобије Мару да јој да пуномоћје за финансије                | Милан Коњевић и Владимир Алексић | Душан Јанковић | 12. октобар 2021.      |
| Бојан негодују и не дозвољава мајци да овласти Елену да располаже њеним финансијама. Елена такву реакцију доживљава као знак неповерења и својом глумом омекшава Мару. Јелисавета долази на састанак са Еленом. Прва тачка њиховог разговора везана је за предбрачни уговор. |              |                                                                                  |                                  |                |                        |
| 28 | 28           | Рећи ћу нешто што ће променити живот свима у селу                                | Милан Коњевић и Владимир Алексић | Душан Јанковић | 13. октобар 2021.      |
| Спаса је ван себе јер постоји могућност да је он отац Јелисаветог детета. Пошто зна да је чуо њен разговор са другарицом, Јелисавета покушава да му „утуви” да то није никакав проблем. Елена и даље инсистира на пуномоћју, иако је Петар уверава да би требало мало да се смири да не упропасти сценарио. Главна злица баба Персида јавља својим послушницима да ће им рећи нешто важно због чега ће се свима променити живот. |              |                                                                                  |                                  |                |                        |
| 29 | 29           | Дајте Маро овлашћење, удвостручићу новац                                         | Милан Коњевић и Владимир Алексић | Душан Јанковић | 14. октобар 2021.      |
| Сукоб између Елене и Бојана се продубљује. Њега нервира што Елена непрекидно забада у нос у породичне финансије па ће јој чак запретити отказом. Али, Елена зна где је најтање, па се поново обраћа Мари. Сада јој нуди да јој увећа, тј. удвостручи новац којим располаже. Мара је озарена и збуњена. |              |                                                                                  |                                  |                |                        |
| 30 | 30           | Велики дан је пред Маром                                                         | Милан Коњевић и Владимир Алексић | Душан Јанковић | 15. октобар 2021.      |
| Мара се припрема да крене да упозна свог сина. Узбуђена је и то признаје Елени, која сада зна њену тајну и представља јој велику „подршку”. Елена је задужила и Петра да смисли начин да прати где иде Мара. За то време у село стиже непозната девојка која одмах свима запада за око. Персидине убојите речи чуће за почетак само жене из њене нове организације. Гоца признаје мајци да је звала Момчила да дође јер јој он много значи. |              |                                                                                  |                                  |                |                        |
| 31 | 31           | Добар дан докторе, ја сам отац детета                                            | Милан Коњевић и Владимир Алексић | Душан Јанковић | 18. октобар 2021.      |
| На ултразвучном прегледу, доктор Јелисавети упућује чудна питања. У сред прегледа у ординацију улази Бојан с намером да изненади вереницу и представља се доктору као отац детета. Мара је кренула на договорени састанак. Тако је мало остало да упозна своје дете. Сваки њен корак помно прати Коста звани Петар. |              |                                                                                  |                                  |                |                        |
| 32 | 32           | Истина о беби                                                                    | Милан Коњевић и Владимир Алексић | Душан Јанковић | 19. октобар 2021.      |
| Бојана изједа црв сумње у вези Јелисаветине трудноће. Зна да она нешто крије од њега и покушаће да испита директно. У причу ће се умешати и њена другарица из пансиона која је спремна да му исприча „истину о беби”. Љуба се љути на Мару што је ишла сама да види сина иако му је обећала да ће ићи заједно. |              |                                                                                  |                                  |                |                        |
| 33 | 33           | Свађе Спасе и Јелисавeте све су гласније                                         | Милан Коњевић и Владимир Алексић | Душан Јанковић | 20. октобар 2021.      |
| Момчило је стигао у Сопот код Гоце. Елена и Коста су изнервирани и већ планирају шта ће са њим, док се Момчило поверава Гоци да не може да престане да размишља о њеној отмици, да га тај неразјашњен случај и даље окупира. Спаса је све дрскији према Јелисавети, а и она према њему. А њихове свађе нису баш за свачије уши! |              |                                                                                  |                                  |                |                        |
| 34 | 34           | Ова жена Персида, гора је од свих нас                                            | Милан Коњевић и Владимир Алексић | Душан Јанковић | 21. октобар 2021.      |
| Елена коначно остаје сама са Маром да би јој у поверењу открила тајну. Обавештава је да има информације о њеном сину Павлу и да се плаши да јој каже. Гоца је једва дочекала да остане сама са новинарем и да га увуче у кревет. Пошто су били интимни, она му признаје да осећа да би њихова веза могла да буде права. Момчило је збуњен. Перса окупља мештане Сопота и представља програм покрета за заштиту традиционалних вредности. Мара не може да издржи њено лицемерје и скаче на бину да би свима рекла истину. |              |                                                                                  |                                  |                |                        |
| 35 | 35           | Сад сви знају                                                                    | Милан Коњевић и Владимир Алексић | Душан Јанковић | 22. октобар 2021.      |
| Пошто је Мара пред свима просула истину о свом детету које јој је Персида из руку отела, и сада још планира додатно да је вара и узима паре дајући јој наду да зна где се он налази, у Сопоту влада мук. Али, питања почињу да се ређају. Мари отац пребацује што му тада није рекла истину јер он дете не би дао, Бојан што је ћутала и крила од породице толике године. Љуба је смогао снаге да се отргне од Персиде и да јој тачно каже ко је укаљао образ. А Елена и Коста разрађују план! |              |                                                                                  |                                  |                |                        |
| 36 | 36           | Ко је смислио причу да ми је син наркоман?                                       | Милан Коњевић и Владимир Алексић | Душан Јанковић | 25. октобар 2021.      |
| Персида је напустила пансион проклињући сина Љубу. Јелисавета је очајна због бабиног одласка, иако је другарица теши да ће се она већ снаћи поготово ако је узимала паре. Мара је пријатно изненађена Љубиним потезом. У највећој тајности, заједно са Петром и Еленом, Мара одлази код „лажних родитеља” њеног Павла и поставља им само једно питање: „Ко је смислио причу да ми је син наркоман?” |              |                                                                                  |                                  |                |                        |
| 37 | 37           | Бојан је љут на мајку и тешко ће јој опростити                                   | Милан Коњевић и Владимир Алексић | Душан Јанковић | 26. октобар 2021.      |
| Персиди су синови окренули леђа и она одлучује да спава на клупи у парку да би цело село видело како су се нељудски понели према њој. Дана и Калина имају озбиљан разговор. Калина зна да је Данином детету отац Божидар и зна да мора да крије њене грехе. После разговора са Еленом, Мара одлучује да се поново приближи сину и ћерки који су љути на њу јер им је толике године тајила истину. Али Бојан је тврд орах који ће се тешко омекшати. |              |                                                                                  |                                  |                |                        |
| 38 | 38           | Даме су мало дувале                                                              | Милан Коњевић и Владимир Алексић | Душан Јанковић | 27. октобар 2021.      |
| Божидар је бесан због Персиде која сада глуми жртву. Не знајући шта ће, а сигуран да је неће у својој кући, одлази код брата да га преслиша зашто је избацио мајку из пансиона. Дана и Мара се опуштају. Дана је узела сину цигару коју он запали увече и након што је попуше две жене обузима неконтролисан смех. |              |                                                                                  |                                  |                |                        |
| 39 | 39           | Персида је загорчала живот Мари, али ни она није светица                         | Милан Коњевић и Владимир Алексић | Душан Јанковић | 28. октобар 2021.      |
| Љуба се исповеда Марином оцу, признаје му да је одувек волео његову ћерку и да је и сад воли. Јелисавета се све више брине за Персиду, али не само она. Вероучитељ сматра да сви у селу треба да се ангажују и пронађу је. Персида је поново тачка раздора између Јелисавете и Бојана кога ће увредити њене речи „да ни Мара није светица”. |              |                                                                                  |                                  |                |                        |
| 40 | 40           | Петре чувај се!                                                                  | Милан Коњевић и Владимир Алексић | Душан Јанковић | 29. октобар 2021.      |
| После Персидиног нестанка, грађани Сопота су узнемирени. Јелисавета не може да се смири, али ни Бојан кога изједа све оно што је сазнао. Мара је тужна јер она и њени најближи више не функционишу као породица. Схвата да је била срећнија у старој кући када је била сиромашна. У Љубин пансион стиже госпођа која добро познаје и Косту који се сада представља као Петар. |              |                                                                                  |                                  |                |                        |
| 41 | 41           | Није баш да нико не познаје Петра и Елену?                                       | Милан Коњевић и Владимир Алексић | Душан Јанковић | 1. новембар 2021.      |
| Божа са екипом креће у потрагу за својом мајком. Сумњају да јој се можда нешто лоше десило. И дефинитивно не знају да је Персида у рукама једне веома необичне жене која над њом спроводи ритуале. Управница Дома за незбринуту децу улази у неформалан разговор са Љубом који има само речи хвале за Петра и занима га да ли му је она тетка. Петар и Елена доводе код Маре новог човека који им може бити од помоћи. |              |                                                                                  |                                  |                |                        |
| 42 | 42           | Бог је на стрни праведних, рече Персида!                                         | Милан Коњевић и Владимир Алексић | Душан Јанковић | 2. новембар 2021.      |
| Елена почиње да се приближава Бојану. Када он пође у купатило да се тушира она ће му понудити помоћ. Персида је жива и здрава али на духовном преображавању код Браниславе која ју је третирала као залуталу душу. Она упућује Персиду шта је њена духовна мисија, и на то баба има да дода да "никад не треба одустати јер је Бог на страни праведних". Мара моли Гоцу и Дрину да убудуће увек буду уз њу јер је сигурна да ће кад крене потрага за Павлом бити непредвиђених догађаја. |              |                                                                                  |                                  |                |                        |
| 43 | 43           | Венчаћу се, буди срећан због мене                                                | Милан Коњевић и Владимир Алексић | Душан Јанковић | 3. новембар 2021.      |
| Дрина неће да се повинује Елени ни по коју цену. Када стигну писма адресирана на Мару, Елена жели да их узме од Дрине и лично да их однесе Мари. Али Дрина не дозвољава. Бојан и Јелисавета су све договорили око венчања. Она саопштава Спаси да ће се дефинитивно венчати са Бојаном и да жели да и он буде срећан због ње. |              |                                                                                  |                                  |                |                        |
| 44 | 44           | Мара се све више ослања на Љубу                                                  | Милан Коњевић и Владимир Алексић | Душан Јанковић | 4. новембар 2021.      |
| Две другарице, придошлице у Сопот, започињу игру око Огњена. Која ће га прва завести? Љуба је љут на Мару, покушава да јој се приближи и да јој буде подршка. И она му признаје да јој је лакше откад му је рекла за тајну која јој је лежала на души толике године. Детектив и Мара крећу у прву заједничку акцију. |              |                                                                                  |                                  |                |                        |
| 45 | 45           | Божидаре ти си светски човек, други ти гњечи жену                                | Милан Коњевић и Владимир Алексић | Душан Јанковић | 5. новембар 2021.      |
| Бојан је у бољим односима са мајком. Примећује да су Јованка и Владимир нестали исти дан кад и Персида и закључује да то није случајност. Божидар је довео Симону у Гоцин салон на масажу. Пошто види да се Божидар ушетао од нервозе, Дана тачно зна шта га боли и досипа со на рану ироничном опаском да је постао светски човек кад даје да му други гњечи жену. А још када му масер објасни да масажа захтева интиму, Божа луди. Здравко даље разрађује план са Петром и Еленом јер време истиче, а Гоца добија упозорење да мора да остави Момчила јер јој се лоше пише. |              |                                                                                  |                                  |                |                        |
| 46 | 46           | Момчило је одлучио да им скаче по лобањи док не добије информацију               | Милан Коњевић и Владимир Алексић | Душан Јанковић | 8. новембар 2021.      |
| Момчило је одлучио да се не предаје. После писма које је добио у вези Елене и тајних трагова, решава да им „скаче по лобањи док не добије неку информацију”. Петар и Елена се нервирају кад чују да Момчило наставља да њушка. Вероучитељ Огњен разглашава у месној заједници да имају придошлицу у селу! |              |                                                                                  |                                  |                |                        |
| 47 | 47           | Јелисавета крвари, Вања криви себе                                               | Милан Коњевић и Владимир Алексић | Душан Јанковић | 9. новембар 2021.      |
| Током вечере у новом Бојановом ресторану, Јелисавета је прокрварила. Бојан је онесвешћену односи у лекарску ординацију, где лекар нема лепе вести за њега. Кад сазна да је Јели позлило, Вања почиње да криви себе. Спаса је затиче у сузама и она му повера шта је урадила и како је „нанела Јели зло”. |              |                                                                                  |                                  |                |                        |
| 48 | 48           | Нема више врдања, ситуација је озбиљна                                           | Милан Коњевић и Владимир Алексић | Душан Јанковић | 10. новембар 2021.     |
| Момчило најављује свој долазак Гоци и моли је да се нађу на неком месту где ће сигурно бити сами. Персида се „променила”. Покушава Сопоћане да убеди у свој преображај, али јој Мара и даље не верује. Све што јој је потребно од Персиде је истина. Јелисавета се осећа боље. Њена најбоља другарица Вања је моли да више не греши јер је лажи више неће "опрати" пред Бојаном. |              |                                                                                  |                                  |                |                        |
| 49 | 49           | Пиштољ мора да опали?                                                            | Милан Коњевић и Владимир Алексић | Душан Јанковић | 11. новембар 2021.     |
| Момчило је поново сметња Петру и Елени. Мара је љута због његовог доласка у Сопот а Гоца све више затрескана. После жучне свађе између Петра и Елене у вези Момчила, она му наређује да се окане свих исхитрених реакција и да почне да користи мозак. Ипак Петру упозорења нису довољна, већ он поново узима пиштољ у руке. |              |                                                                                  |                                  |                |                        |
| 50 | 50           | Пронашли су ми сина                                                              | Милан Коњевић и Владимир Алексић | Душан Јанковић | 12. новембар 2021.     |
| Мара је љута на Гоцу јер је ноћ провела са озлоглашеним новинарем. И док Гоци мајка придикује, Момчило тражи од Дрине да се домогне Елениног пасоша. И Елена и Петар ухватиће свој плен. Мари се јавља детектив и обавештава је да је на трагу њеног сина. |              |                                                                                  |                                  |                |                        |
| 51 | 51           | Љуба љуби Мару, а Спаса Јелисавету                                               | Милан Коњевић и Владимир Алексић | Душан Јанковић | 15. новембар 2021.     |
| Петар пресреће Спасу почиње да га провоцира, док Јелисавета кује план са другарицом да је покрива да се последњи пут опрости од Спасе. Момачко вече с једне стране и девојачко с друге, опустило је и Мару и Љубу који ће се баш ове вечери осмелити да је пољуби. |              |                                                                                  |                                  |                |                        |
| 52 | 52           | Момчило је открио да су Петар и Елена проблематични људи                         | Милан Коњевић и Владимир Алексић | Душан Јанковић | 16. новембар 2021.     |
| Стигао је дан венчања Јелисавете и Бојана. Сви су весели, радују се, сликају. Сви осим Персиде која је отишла код своје траварке Браниславе. Петар и Елена биће збуњени када на слављу угледају незваног госта Момчила. Он Гоцу упозорава да су Петар и Елена проблематични људи и захтева да се моментално види са Маром. |              |                                                                                  |                                  |                |                        |
| 53 | 53           | Бојан баца бурму, а на велика врата се враћа Лена                                | Милан Коњевић и Владимир Алексић | Душан Јанковић | 17. новембар 2021.     |
| На свадби је избио скандал кад је пуштен видео на коме се јасно види да је Јелисавета била у вези са Спасом и да не зна чије је дете. Сви су у чуду, неми, а Бојан не може да обузда бес. Када дође себи питаће Јелисавету чије је дете. Ипак, није она само разочарала Бојана, и њен отац Љуба је сломљен јер је таман у живот почела да му се враћа радост. Док Гоца износи свој предлог око замршене ситуације, у село стиже нова докторка, она која жели поново да се врати на сцену - Лена! |              |                                                                                  |                                  |                |                        |
| 54 | 54           | Мара је упуцана, губи много крви                                                 | Милан Коњевић и Владимир Алексић | Душан Јанковић | 18. новембар 2021.     |
| Током нереда у месној заједници где је главна мета био новинар, неко је опалио из пиштоља и директно упуцао у Мару. Новинар Момчило оптужује Елену да је умешана у крвопролиће јер породица има телохранитеља који је требало све да заштити, а њега нигде нема као у земљу да је пропао. Хитно стиже и Андрија лекар који ће покушати да на лицу места уради све што може. |              |                                                                                  |                                  |                |                        |
| 55 | 55           | За све су криве глупе, проклете паре                                             | Милан Коњевић и Владимир Алексић | Душан Јанковић | 19. новембар 2021.     |
| Мара је у болници у тешком стању. Гоца је много тужна, мисли да ће и она умрети ако се нешто деси мајци. Бојан верује да ће мама преживети, али криви себе због онога што се десило. Петар и Елена су изгубили компас, не знају како ће даље. Петар нешто смишља, и то није добар знак. |              |                                                                                  |                                  |                |                        |
| 56 | 56           | Мара је жива, али нема                                                           | Милан Коњевић и Владимир Алексић | Душан Јанковић | 22. новембар 2021.     |
| Мара се извукла, преживела је. Стигла је кући из болнице. Али постоји и лоша вест, а то је да неће више моћи да говори. Елена даје изјаву полицији и поново оптужује новинара да хоће да направи интригу. Петар ће покушати да је умири својим решењима. За Спасом нико не трага, а он је и даље на путу оздрављења код траварке. |              |                                                                                  |                                  |                |                        |
| 57 | 57           | Лена се приближава Мари                                                          | Милан Коњевић и Владимир Алексић | Душан Јанковић | 23. новембар 2021.     |
| После Елене, инспектори испитују и Петра. Али он користи тактику „напад је најбоља одбрана” и збуњује полицију. Бојану никако не излази из главе слике са свадбе - и оно што је видео на снимку, и шокирани погледи сватова... Али, кад се Јелисавета појави у ресторану, он је неће отерати. Лена почиње полако да се приближава Мари, наравно прво као лекарка. |              |                                                                                  |                                  |                |                        |
| 58 | 58           | Стиже жена која зна вероучитељеве тајне                                          | Милан Коњевић и Владимир Алексић | Душан Јанковић | 24. новембар 2021.     |
| У Сопот стиже непозната жена, мада добро позната шармантном вероучитељу. Она зна неке његове тајне и спремна је да га уцењује. И тајне докторке Зоре полако испливавају. Јелисавета је очекивала да ће успети да надмудри Бојана и збуњена је што он жели развод. |              |                                                                                  |                                  |                |                        |
| 59 | 59           | Момчило има важно саопштење за породицу, али Петар и Елена су корак испред њега  | Милан Коњевић и Владимир Алексић | Душан Јанковић | 25. новембар 2021.     |
| Ивана је пронашла Огњена у Сопоту и одлучила да изравна рачуне. Прети му да ће „развезати језик” ако не добије 20 000 евра. Њене претње постају све озбиљније јер је већ испричала Терези да има ожиљак на лицу и да јој је то направио „неки” лудак. Није она једина која је спремна на уцену. И Персида, која се домогла лажног Елениног пасоша, почиње да игра игру са њом. У Сопот стиже Момчило који захтева да породици обелодани оно што зна јер је то питање живота или смрти. |              |                                                                                  |                                  |                |                        |
| 60 | 60           | Има неко још покваренији од Елене                                                | Милан Коњевић и Владимир Алексић | Душан Јанковић | 26. новембар 2021.     |
| Божа је упао у клопку. Сваки његов покушај да се извуче је фијаско. Шта год да каже, повредиће једну од две жене. Јелисавета је упорна, поново се појављује у Бојановој соби. Иако је покушала да откупи пасош, Персида успева да превари Елену. |              |                                                                                  |                                  |                |                        |
| 61 | 61           | Зора се упознаје са Петром                                                       | Милан Коњевић и Владимир Алексић | Душан Јанковић | 29. новембар 2021.     |
| Вероучитељ је и даље на мукама, Ивана не престаје са уценама. Зори је пукла гума и наилази на Петра који се љубазно нуди да јој помогне. Петар је спреман да јој понуди и више од тога, те јој даје своју визитку да га позове кад год жели. Дана одбија Божидарева удварања, а њен син бесни јер му је окаљала образ вуцарајући се са председником месне заједнице. Не знајући шта ће, Дана тражи помоћ од свог фризера који јој даје предлог како да Божи загорчају живот. |              |                                                                                  |                                  |                |                        |
| 62 | 62           | Мара је одлучила шта ће са парама                                                | Милан Коњевић и Владимир Алексић | Душан Јанковић | 30. новембар 2021.     |
| Мара је проговорила, али прво жели да прича са вероучитељем Огњеном. Лена је узнемирена јер не зна какав су договор направили. Петар излази са доктором Леном и почиње да јој се удвара, а она га испитује о свему и посебно је интересује како се нашао у Сопоту у кући богаташице Маре. За то време, Мара окупља породицу и саопштава шта је њена одлука у вези са парама које је добила. |              |                                                                                  |                                  |                |                        |
| 63 | 63           | Елена и Петар прелазе на "план Б"                                                | Милан Коњевић и Владимир Алексић | Душан Јанковић | 1. децембар 2021.      |
| Мара је решила све паре које има да поклони сиромашнима и цркви. И нико не може да промени њену одлуку. Елена и Петар одлучују да пређу на план Б и да делују брзо јер се „са сељацима никад не зна”. Код Маре непозвана гошћа, госпођа Персида и доноси своје предлоге. Бужидар се састаје са Даниним сином који му признаје да нема ништа против да он буде са његовом мамом, али под условом да му буде једина у животу. Тежак је то услов за великог љубавника. |              |                                                                                  |                                  |                |                        |
| 64 | 64           | Петар је све сумњивији                                                           | Милан Коњевић и Владимир Алексић | Душан Јанковић | 2. децембар 2021.      |
| Иако Јелисавета непрекидно оптужује Спасу да је поставио камере и све снимио, њен отац Љуба је подсећа да имају у пансиону човека који је специјализован на надзор. Петар му постаје све сумњивији. Даница прича Мари за своју муку, да је Симона ухватила на делу њу и Божу. |              |                                                                                  |                                  |                |                        |
| 65 | 65           | Оде Симона на листу Божиног противника                                           | Милан Коњевић и Владимир Алексић | Душан Јанковић | 3. децембар 2021.      |
| Огњен је одавно приметио да је Вања врло уздржана према Терези, иако су некада биле веома блиске, и пита је зашто је избегава. Божа је пренеражен када угледа жену у ресторану са својим политичким противником Аврамовићем. Симона цвркуће уз свог удварача и обећава му да ће бити на његовој листи. На породични скуп код Маре стиже и детектив кога једно време нико није видео и обавештава Мару да је причао са њеним сином. Узбуђење је на врхунцу! |              |                                                                                  |                                  |                |                        |
| 66 | 66           | Све се сада врти око Павла                                                       | Милан Коњевић и Владимир Алексић | Душан Јанковић | 6. децембар 2021.      |
| Детектив кога је Мара унајмила пронашао је њеног сина Павла. Мара је усхићена када га угледа, не може да сакрије емоције, а Бојан је љут што је тај незнанац добио исти статус као што имају он и сестра. Петар и Елена са стране гледају дирљиву сцену и разрађују свој план. Јелисавета не одустаје од Бојана, али он јој препоручује да пронађе Спасу јер ће он вероватно бити богатији од њега. |              |                                                                                  |                                  |                |                        |
| 67 | 67           | Марин син добија инструкције од Елене                                            | Милан Коњевић и Владимир Алексић | Душан Јанковић | 7. децембар 2021.      |
| Мари је стигао „син” и она је процветала. Срећан је и Љуба кога позивају да дође као отац на свечану вечеру. Павле је збуњен и то признаје Елени и Петру који му разрађују даље кораке. Бојан је онај који увек сумњичав, па тако и овог пута препоручује мајци да се припази. |              |                                                                                  |                                  |                |                        |
| 68 | 68           | Вратио се Луди Спаса, али више није ни луд, ни глуп                              | Милан Коњевић и Владимир Алексић | Душан Јанковић | 8. децембар 2021.      |
| У село се враћа Спаса. Обукао се лепо, дотерао и сада се представља као један нови човек који више није ни луд ни глуп. Препун самопоуздања предлаже девојкама да ако већ желе да му дају надимак нека буде Велики Спаса. Касније у фризерском салону, Спаса ће пожелети да и другима отвори очи те говори да је он Бојанов спасилац, да га је спасао од Јелисавете. |              |                                                                                  |                                  |                |                        |
| 69 | 69           | Имаш ли девојку, Петре                                                           | Милан Коњевић и Владимир Алексић | Душан Јанковић | 9. децембар 2021.      |
| Вечера на коју су изашли Лена и Петар све је романтичнија. Лена ће се одважити да га упита да ли има девојку сматрајући да је прави тренутак за тако интимно питање. Бојан не дозвољава Гоци да престане да буде сумњичава према новом „брату”, док Небојша прави драму пред Маром, Еленом и Петром. Преваранти ликују јер очекују брз расплет. |              |                                                                                  |                                  |                |                        |
| 70 | 70           | Хоће ли Бојан истрпети Марин бес                                                 | Милан Коњевић и Владимир Алексић | Душан Јанковић | 10. децембар 2021.     |
| Јелисавета је у неверици када угледа свог Лудог Спасу да се љуби са другом. Изгледа да је и код њега отписана? Небојша се правда Мариној породици што је због своје несређене породучне ситуације унео немир у њихов дом. Бојан све његове речи узима са резервом. А када мајци буде изнео све своје сумње добиће прекор који ће бити кап која прелива чашу. |              |                                                                                  |                                  |                |                        |
| 71 | 71           | Помоћи ћу ти и без ДНК теста                                                     | Милан Коњевић и Владимир Алексић | Душан Јанковић | 13. децембар 2021.     |
| Бојанове сумње нису допрле до Маре, она одлучује да чак и пре ДНК теста помогне Небојши. Симонида се пријављује на изборну листу са својим девојачким презименом. Њен Божа је бесан, а она сигурна да ће тако задобити све преварене жене. |              |                                                                                  |                                  |                |                        |
| 72 | 72           | Све жене ће гласати за Спасу                                                     | Милан Коњевић и Владимир Алексић | Душан Јанковић | 14. децембар 2021.     |
| Јелисавета добија лекцију од пријатељице коју дуго неће заборавити. Доктор Филип и Тереза објашњавају несрећној девојчици да су јој у телефону инсталирали дугме за хитне случајеве, потребно је само да изговори „помоћ”. После једне реченице која јој је запарила уши, и Мара се обраћа за помоћ и то докторки Лени. У изборној кампањи, Божа одлучује да кандидује Спасу који је постао хит међу женама. Уверен је да ће све гласати за њега. |              |                                                                                  |                                  |                |                        |
| 73 | 73           | Стижу ДНК резултати                                                              | Милан Коњевић и Владимир Алексић | Душан Јанковић | 15. децембар 2021.     |
| Неизвесност због питања да ли је Небојша Марин син све нервира. Елена је очајна због развоја догађаја. Не жели да иде у затвор и прети да ће се убити, док Петар покушава да нађе решење. Мара разговара са Љубом у вези “њиховог сина” и он јој пружа подршку, а ускоро стижу и резултати ДНК теста. |              |                                                                                  |                                  |                |                        |
| 74 | 74           | Сестра Илда је снимила страсне пољупце Петра и Зоре                              | Милан Коњевић и Владимир Алексић | Душан Јанковић | 16. децембар 2021.     |
| Прави резултати теста су наводно уништени, али оно што занима Елену је докторка. Петар јој обећава да је она његова брига и да се због ње не секира. Након што јој пошаље корпу с цвећем, Петар стиже до Зорине ординације где прелазе у љубавну акцију, али под будним оком сестре Илде, која је све снимила. |              |                                                                                  |                                  |                |                        |
| 75 | 75           | Не могу да престанем да мислим на твоје усне                                     | Милан Коњевић и Владимир Алексић | Душан Јанковић | 17. децембар 2021.     |
| Односи између сестра Илде и докторке Зоре се затежу. Илда јој прети да ће зажалити због свог понашања. О томе шта је сазнала о Илдином премештају у њихов дом здравља Зора обавештава и Андрију. С друге стране, Филип се коначно отвара према Терези. Признаје јој да је заљубљен у њу и да непрекидно мисли на њу. |              |                                                                                  |                                  |                |                        |
| 76 | 76           | Мара хоће да види Небојшино прихватилиште                                        | Милан Коњевић и Владимир Алексић | Душан Јанковић | 20. децембар 2021.     |
| Андрија примећује да је Тереза замишљена. Поново јој спомиње Филипа, али и своју бригу о њој. Све што је чула од Андрије, Терезу само још више нервира и зато му предлаже да више не брине о њој. Мара жели да крене са Небојшом у Београд да упозна његову жену и сина и да види то прихватилиште за које ће дати паре, али он нагло добија напад кашља. |              |                                                                                  |                                  |                |                        |
| 77 | 77           | И Спаса заслужује да га неко воли                                                | Милан Коњевић и Владимир Алексић | Душан Јанковић | 21. децембар 2021.     |
| Докторка Зора завршава у Петровој соби. Иако јој је тешко, одлучује да иде до краја. У Петрову собу ускоро упада Елена. Спаса први пут озбиљно разговора са Јелисаветом. Покушава да јој објасни да сада тражи свој пут и да ће урадити све да и њега неко воли, пошто за њу никад није био довољно добар. |              |                                                                                  |                                  |                |                        |
| 78 | 78           | Елена уводи Мару у превару                                                       | Милан Коњевић и Владимир Алексић | Душан Јанковић | 22. децембар 2021.     |
| Сестра Илда продубљује сукоб са доктором Андријом, док Тереза моли Филипа да забораве „тренутак слабости”. Филип жели да напусти Сопот и да оде што даље од ње. Елена почиње да разрађује план како да узме Мари паре. Поново јој спомиње човека из банке и акције које је он предузео у међувремену. |              |                                                                                  |                                  |                |                        |
| 79 | 79           | За то што сам урадио опроштај не постоји                                         | Милан Коњевић и Владимир Алексић | Душан Јанковић | 23. децембар 2021.     |
| Спаса долази у Бојанову кафану и покушава да успостави контакт са њим иако зна да је оно што је урадио неопростиво. Мара је љута на Елену јер сматра да ју је преварила. Зора се удвара Петру и заказује му састанак знајући да је Елена у близини и да све чује. |              |                                                                                  |                                  |                |                        |
| 80 | 80           | Андрија схвата - Огњен нешто скрива од њега                                      | Милан Коњевић и Владимир Алексић | Душан Јанковић | 24. децембар 2021.     |
| Божа нема среће ни са женом ни са љубавницом. На његове покушаје да их поново освоји, обе жене узвраћају претњава. Филип признаје пријатељу да се заљубио у погрешну жену, а и Тереза отвара душу свом брату. И Андрија пролази кроз тешке тренутке. Не зна шта је са Илдом, али не зна ни шта се дешава са Терезом. Када Огњен одбије са њим да разговара биће му још теже. |              |                                                                                  |                                  |                |                        |
| 81 | 81           | Елена је љубоморна и одлучује да се обрачуна са Зором                            | Милан Коњевић и Владимир Алексић | Душан Јанковић | 27. децембар 2021.     |
| Страст између Зоре и Петра се распламсава. Елена то више не може да трпи, придикује Петру док се он правда да то ради због њих двоје. Ипак, Елени то није довољно, одлучује да сама предузме нешто и да се обрачуна са Зором. Пресреће је на путу према кући. Мара покушава да објасни Бојану да Небојша не може да га замени, да он није дошао на његово место и да је он за њу посебан. Андрија посећује Илду у болници где му се она кроз сузе исповеда. |              |                                                                                  |                                  |                |                        |
| 82 | 82           | Чула сам да је Петрова девојка била досадна                                      | Милан Коњевић и Владимир Алексић | Душан Јанковић | 28. децембар 2021.     |
| Елена даје "пријатељски савет" Зори. Препоручује јој да заобиђе Петра јер има незгодну девојку. Али Зора има спреман одговор који ће Елену изнервирати. Симона и Дана су наставиле да се друже, али Симона ставља Дану у незгодну ситуацију захтевајући да изабере страну - или си са мном против Боже или си против мене? |              |                                                                                  |                                  |                |                        |
| 83 | 83           | Елена се приближава Бојану, док је Зора у опасности                              | Милан Коњевић и Владимир Алексић | Душан Јанковић | 29. децембар 2021.     |
| Божа разрађује политички маркетинг, а најбољи саветодавац му је његова мајка Персида. Бојана и Елену зближава мука па се опуштају уз чашицу. Ипак, за разлику од Бојана, Елена ће сваку прилику искористити паметно. Петар и Зора су поново заједно у његовој соби. Кад он изађе, Зора му претура по стварима, али је Петар хвата на делу. Опасност се приближава! |              |                                                                                  |                                  |                |                        |
| 84 | 84           | Андрија освежава памћење Филипу                                                  | Милан Коњевић и Владимир Алексић | Душан Јанковић | 30. децембар 2021.     |
| Јелисавета успева триком да намами Мару у своју собу како би је уверила да ту нису добри услови за бебу коју носи. Мара јесте неповерљива, али је и племенита и зато покушава да утиче на Бојана да промени свој однос према Јелисавети. На Андријино инсистирање, Филип долази на вечеру код њега и Терезе. Ситуација је напета, а тек постаје наелектрисана кад Андрија одлучи да освежи памћење Филипу показујући му на мобилном фотку на којој се љуби са Терезом. |              |                                                                                  |                                  |                |                        |
| 85 | 85           | Зорин план успева однос Елене и Петра се квари                                   | Милан Коњевић и Владимир Алексић | Душан Јанковић | 3. јануар 2022.        |
| Зора је успела да забибери однос Елени и Петру. Елена бесни због оног што јој је Зора рекла, а Петар предлаже да убудуће ”она ради свој посао, а он свој”. Андрија се љути на Терезу због Филипа. Пребацује јој да је гледала како пати и да је пустила да луди. Својим речима слама Терезу играјући на карту њене беспомоћности. Филип жели своју тајну да повери најбољем другару. |              |                                                                                  |                                  |                |                        |
| 86 | 86           | Шта још може да уради Тереза да умири љубоморног мужа                            | Милан Коњевић и Владимир Алексић | Душан Јанковић | 4. јануар 2022.        |
| Зора и Петар настављају да се излазе. Петар јој прича о свом животу, док Елена безуспешно покушава да добије ”недоступног претплатника”. Мајка Сида тачно зна како би њен син требало да искористи тренутак срчане слабости за своју кампању. За то време, знајући да је крива, Тереза чини све да омекша однос са љубоморним Андријом. |              |                                                                                  |                                  |                |                        |
| 87 | 87           | Обећао си Коста                                                                  | Милан Коњевић и Владимир Алексић | Душан Јанковић | 5. јануар 2022.        |
| Персида покушава на све начине да искористи Браниславину доброту и племенитост. После разговора са мајком Бојан одлучује да помогне Јелисавети. Петар се враћа у собу где затиче очајну Елену. Она не зна шта ће ако њих двоје не наставе заједно и зато узима пиштољ. Овог пута га неће уперити у себе него у Петра јер одавно јој је обећао да ће увек бити заједно. |              |                                                                                  |                                  |                |                        |
| 88 | 88           | Јелисавета се усељава код Бојана и зна да јој је сада небо граница               | Милан Коњевић и Владимир Алексић | Душан Јанковић | 6. јануар 2022.        |
| Филип је љут на оца што промовише надрилекарство, док му он, с друге стране, пребацује да је стао на мајчину страну. Бојан доводи Јелисавету кући. Уступа јој своју собу и моли да га више не нервира. Али, његове муке тек почињу јер она зна да јој је небо граница. Докторка Зора признаје Терези да су сви приметили да се она свиђа Филипу. |              |                                                                                  |                                  |                |                        |
| 89 | 89           | Враћа се Момчило                                                                 | Милан Коњевић и Владимир Алексић | Душан Јанковић | 7. јануар 2022.        |
| Елена је збуњена кад у Мариној кући угледа Јелисавету која се понаша као газдарица и издаје јој задатке. Због нових околности, Елена позива Небојшу да се врати кући да би усрећио „мамицу”, а чекају га и нова упутства. У село стиже и Момчило! |              |                                                                                  |                                  |                |                        |
| 90 | 90           | Мораћеш да нађеш новог непријатеља                                               | Милан Коњевић и Владимир Алексић | Душан Јанковић | 10. јануар 2022.       |
| Петар је изненађен што поново види Момчила у селу, али га још више изненађује оно што Момчило говори. Божа мења тактику да би придобио срца своје две жене. Сада игра на сентименталност и подсећа их на дивне успомене. |              |                                                                                  |                                  |                |                        |
| 91 | 91           | Лена је све снимила                                                              | Милан Коњевић и Владимир Алексић | Душан Јанковић | 11. јануар 2022.       |
| Елена губи стрпљење, а додатно је нервира Момчилов повратак у Сопот. Петар има план у случају да Момчило „полуди”, а имала је план и докторка Зора која је њихов разговор комплетно снимила. Ускоро ће и Зора упознати Момчила и ставити му до знања да су на истом задатку. |              |                                                                                  |                                  |                |                        |
| 92 | 92           | Нећеш се ти одрећи Павла                                                         | Милан Коњевић и Владимир Алексић | Душан Јанковић | 12. јануар 2022.       |
| Мара је поново на седмом небу, стигао јој је син Небојша. Свакакве приче јој прича, а оне које је највише погађају тиче се његовог сина Павла. Њихов разговор из прикрајка помно прати Елена која ликује. Петар је посебно заинтересован за Момчила, а интригира га и зашто се он занима за Зору. |              |                                                                                  |                                  |                |                        |
| 93 | 93           | Да би прихватио Марине паре, Небојша има један услов                             | Милан Коњевић и Владимир Алексић | Душан Јанковић | 13. јануар 2022.       |
| Персида је успела да наговори Вању да се претвара да је повредила ногу, како би Бранислава показала своје исцелитељске способности. За ту прилику Перса позива и медије. Петра нервира што се Момчило врзма око Зоре, док Елена због тога ликује. Да би удовољио мамици, Небојша је спреман да прихвати паре које ће му дати да покрене бизнис, али има и један услов. |              |                                                                                  |                                  |                |                        |
| 94 | 94           | Страст се распламсава                                                            | Милан Коњевић и Владимир Алексић | Душан Јанковић | 14. јануар 2022.       |
| Елена излази на вечеру са Бојаном и почиње нападно да му се удвара. После неколико чашица, Бојан је све расположенији, а када му Елена седне у крило, кочнице попуштају и почиње да је љуби. Сусрет докторке Зоре и Петра неће промаћи Момчилу. Биће презадовољан што их је видео у загрљају. |              |                                                                                  |                                  |                |                        |
| 95 | 95           | Пакт је склопљен и нема више назад                                               | Милан Коњевић и Владимир Алексић | Душан Јанковић | 17. јануар 2022.       |
| Момчило и Лена праве пакт и обећавају једно другом да више нема повлачења. Бојан се противи идеји да се оснује фондација, па макар она носила име његове мајке. Небојша ће извести своју представу која ће још више разнежити Мару и подстаћи је да се обрачуна са Бојаном. |              |                                                                                  |                                  |                |                        |
| 96 | 96           | Дарин стари познаник се враћа у Сопот                                            | Милан Коњевић и Владимир Алексић | Душан Јанковић | 18. јануар 2022.       |
| Момчило и Зора започињу сарадњу. Он од ње добија све више података о Елени и Петру. Зора му прича и за Дом ученика и директорки која обожава своје штићенике и спрема је за њих све да уради. Елена се нервира што се њихов план не остварује глатко. Даје савет Небојши да не улази у свађу са Бојаном. А Дарине тајне из прошлости тек ће испливати јер се у Сопоту појављује старији господин за кога је нешто веже. |              |                                                                                  |                                  |                |                        |
| 97 | 97           | Неочекиване посете                                                               | Милан Коњевић и Владимир Алексић | Душан Јанковић | 19. јануар 2022.       |
| Момчило и Зора разрађују свој план, баш као и Петар и Елена свој у вези плена који им је скоро у рукама. Упркос томе што се Бојан „бечи” на Небојшу, сигурни су да ће све лећи како треба. Дрина је у шоку кад на вратима угледа човека којег је дуго избегавала. Изненадна посета стиже и докторки Зори. |              |                                                                                  |                                  |                |                        |
| 98 | 98           | Кукавички с леђа                                                                 | Милан Коњевић и Владимир Алексић | Душан Јанковић | 20. јануар 2022.       |
| У Сопоту је Зорин професор који је убеђује да одустане од онога што је наумила. Професор упознаје Мару Ракетић која предлаже да се боље упознају и позива га да дође на вечеру са Зором. Петар се устремио на Момчила. Кад новинар уђе у своју собу, Петар га напада ножем с леђа. |              |                                                                                  |                                  |                |                        |
| 99 | 99           | Андрија кипти од беса због Филипове поруке Терези                                | Милан Коњевић и Владимир Алексић | Душан Јанковић | 21. јануар 2022.       |
| Андрија је чуо Филипову поруку упућену Терези и кипти од беса. Још више га нервира то што му је Тереза то прећутала. Упркос Петровим претњама, Момчило не жели да се повуче и наставља да кује план са Зором. За то време Елена и Петар преиспитују ко је могао да му постави камеру у собу. Професор одседа у Љубином пансиону и признаје му да цело јутро размишља о Мари. |              |                                                                                  |                                  |                |                        |
| 100 | 100          | Прорадила Бојанова песница                                                       | Милан Коњевић и Владимир Алексић | Душан Јанковић | 24. јануар 2022.       |
| Андрија је закључао Терезу у собу. Код њих у посету стиже Зора која чује да неко лупа из собе. Андрија јој даје чудно објашњење. Љуба је љубоморан на професора који одлази на вечеру код Маре. Бојан и Небојша се поново сукобљавају, а овог пута и физички. |              |                                                                                  |                                  |                |                        |
| 101 | 101          | Бојан се моли у погрешној цркви                                                  | Милан Коњевић и Владимир Алексић | Душан Јанковић | 25. јануар 2022.       |
| Трифун поново облеће око Дрине. Она му прети да ће завршити у каналу ако јој буде правио проблеме. Кад сазна да му се здравље погоршало, Дана одлази код Божидара. Признаје му да је повређена, јер му је дала толико у животу. Бојан се жали Елени да се о Небојши ништа не зна, док му она одобрава сваку реч. |              |                                                                                  |                                  |                |                        |
| 102 | 102          | Овај пут нема одустајања Даро                                                    | Милан Коњевић и Владимир Алексић | Душан Јанковић | 26. јануар 2022.       |
| Трифуновим производима одушевљене су и Мара и Елена и захтевају од Дрине да позива увек тог истог снабдевача. Дара има проблем са старим познаником који не намерава да одустане од ње. Бојана више ништа не може примирити. Пакује кофере и одлази из куће своје мајке. |              |                                                                                  |                                  |                |                        |
| 103 | 103          | Небојша се онесвестио                                                            | Милан Коњевић и Владимир Алексић | Душан Јанковић | 27. јануар 2022.       |
| Зора открива да је новинар Момчило безнадежно заљубљен. Елена наставља да се поиграва са Петром не откривајући му шта смера. Јелисавета позива помоћ јер се Небојша онесвестио. |              |                                                                                  |                                  |                |                        |
| 104 | 104          | Неки људи нису једни за друге                                                    | Милан Коњевић и Владимир Алексић | Душан Јанковић | 28. јануар 2022.       |
| Симонида долази у посету Терези и прича јој како је испребијала Божу. Њен став да неки људи нису једни за друге чује и Андрија који се пришуњао. И неће му бити право. Трифун наставља да прети Дрини, која је све више уплашена. |              |                                                                                  |                                  |                |                        |
| 105 | 105          | Елена раскринкава докторку, Лена је у паници                                     | Милан Коњевић и Владимир Алексић | Душан Јанковић | 31. јануар 2022.       |
| Елена сазнаје део тајне: Лиценца докторке Зоре је поништена, зато што је докторка умрла. Осим што ликује, превејана преваранткиња једва чека да искористи добијену информацију. Њена прва станица је Петар. Иако је колега упозорава да би могла бити раскринкана због лажног представљања, Лена не одустаје од намере да помогне и себи, али и Мари. Све је спремно за Дринину и Дарину подвалу... |              |                                                                                  |                                  |                |                        |
| 106 | 106          | Јел истина или јок                                                               | Милан Коњевић и Владимир Алексић | Душан Јанковић | 1. фебруар 2022.       |
| Дрина поново има проблем са својим бившим. Прети јој да ће све испричати Мари. С друге стране, Мара је тренутно обузета професоровим удварањем. Ипак, када јој Дрина саопшти своје сумње да мисли да су Бојан и Елена заједно, неће јој бити свеједно. Зато одлучује да ствари истера на чистац и одлази код Елене да сазна истину! |              |                                                                                  |                                  |                |                        |
| 107 | 107          | Петар долази код Зоре и бесан је                                                 | Милан Коњевић и Владимир Алексић | Душан Јанковић | 2. фебруар 2022.       |
| Елена наставља да плете мрежу око Бојана и не либи се да игра на карту емоција. Док вечерају, у Бојанов ресторан долази Јелисавета, која потпуно губи разум када их види да се држе за руке. Полиција долази у Марину кућу и тражи Дрину. Побеснели Петар долази код Зоре у ординацију и намере му уопште нису добре... |              |                                                                                  |                                  |                |                        |
| 108 | 108          | Крај                                                                             | Милан Коњевић и Владимир Алексић | Душан Јанковић | 7. фебруар 2022.       |
| У разговору са оцем, Јелисавета признаје шта је мучи: Шта ако је дете Спасино? Ипак, то није њена једина брига. Више од свега окупирана је чињеницом да је Бојан близак са Еленом. Вања пред Каћом флертује са Ђорђем, а младом шефу кухиње тренутна ситуација врло импонује. Љуба кипти од љубоморе када чује да професор цвркутавим гласом разговара са Маром. У план који Симона и Даница кују против Боже, укључује се и Спаса. После разговора са Зором, побеснели Петар долази код Елене и саопштава јој да је крај! |              |                                                                                  |                                  |                |                        |
| 109 | 109          | Донеси то писмо сутра                                                            | Милан Коњевић и Владимир Алексић | Душан Јанковић | 8. фебруар 2022.       |
| Даница од Виктора тражи помоћ, јер има идеју да Божидару уништи живот. Међутим, Виктор је одбија, јер не жели да се меша у такве ствари. У дому Ракетића спрема се дружење, јер ускоро долази адвокат који хоће да са Маром разговара о фондацији. У Дринин живот враћа се неко из прошлости и почиње да је уцењује. Гордана је чула делић разговора, што јој је довољно да пита Дрину ко је Трифун и о чему се ради. Коста је одавно иза себе оставио Елену и сада хоће да изгради један потпуно здрав, емотиван однос са Леном, ни не слутећи да она у томе није искрена и да јој је само важна освета. Виктор се састаје са Радом која му признаје да је код ње писмо. Да ли је у њему истина о Викторовом оцу који га напустио, или ипак нешто о Мариној прошлости. |              |                                                                                  |                                  |                |                        |
| 110 | 110          | Време одлуке да ли је дете Бојаново или Спасино                                  | Милан Коњевић и Владимир Алексић | Душан Јанковић | 9. фебруар 2022.       |
| Слушајући Еленине инструкције, а све у страху да не буду раскринкани и не остану без пара, Небојша саопштава Мари да би било најбоље да одустану од пројекта фондације. Ипак, Еленине сплетке се ту не завршавају. Она обавештава Бојана да може да му обезбеди ДНК анализу у вези утврђивања очинства над дететом које Јелисавета носи. У циљу решавања проблема, Бојан позива Јелисавету и Спасу и решен је да ствари истера на чистац. Морају да утврде чије је дете - његово или Спасино. Док теши несрећну Терезу, Огњен јој се заклиње да више никад неће дозволити да упадне депресију и саветује јој да нечим почне да се бави. Не обазирући се на прославу коју Ракетићи спремају у кући, Љуба инсистира да разговара са Маром. |              |                                                                                  |                                  |                |                        |
| 111 | 111          | Свако својим путем                                                               | Милан Коњевић и Владимир Алексић | Душан Јанковић | 10. фебруар 2022.      |
| И поред тога што и Бојан и Спаса мисле да је то једино решење, Јелисавета категорички одбија да се подвргне ДНК анализи. Док заједно испијају пиво, Спаса поверава Бојану да није сигуран да би уопште волео да је он отац детета. Побеснели Андрија долази у месну заједницу и одмах почиње да преиспитује Терезу због чега се не јавља на телефон. Силвија и Коста не проналазе заједнички језик, па му она предлаже да заврше започети посао, а да онда свако настави својим путем. Након потписивања уговора за донацију од 600 хиљада евра за сиромашне, Мара је спремна да присутнима саопшти своју одлуку о томе ко ће бити чланови управног одбора. |              |                                                                                  |                                  |                |                        |
| 112 | 112          | Виктор сазнаје ко му је отац                                                     | Милан Коњевић и Владимир Алексић | Душан Јанковић | 11. фебруар 2022.      |
| Огњен покушава да допре до Терезе, али она не само да је подигла зид, већ почиње и да напада брата. Конфликти запослених у Бојановој кухињи се настављају, а нетрпељивост између Каће и Вање само расте! Након што пристане да се види са Момчилом, Гордана му саопштава да неће да игра игрице и наговештава му да ће тешко повратити њено поверење. Часови бонтона које Елена држи Љуби, не иду баш најбоље. Виктор коначно сазнаје име свог оца, али није једини - његово име ће чути и Даница. |              |                                                                                  |                                  |                |                        |
| 113 | 113          | Да ли ће успети акција Спасавање Дрине                                           | Милан Коњевић и Владимир Алексић | Душан Јанковић | 14. фебруар 2022.      |
| Војан затиче мајку на романтичној вечери са професором у свом ресторану. Момчило се жали Лени. Тешко му пада чињеница да Гордана мисли да је дошао у село да је испитује, а не зато што му је стало до ње. Изнервиран због чињенице да у кући није затекао Јелисавету, Бојан долази у пасион и моли Вању да му каже где је. У разговору са Дрином, Гордана сазнаје да је бивши уцењује за 10.000 евра. Решена је да јој помогне, али не слути ко их прислушкује... |              |                                                                                  |                                  |                |                        |
| 114 | 114          | Огњену је сада јасно кроз шта пролази Тереза                                     | Милан Коњевић и Владимир Алексић | Душан Јанковић | 15. фебруар 2022.      |
| Јелисавета је шокирана сценом коју затиче у пансиону - Елена без блама спопада Бојана на ходнику, а он ужива у тренутној ситуацији. Мара сазива непланирани кућни састанак са Дрином и Гоцом и обавештава их да је позвала Трифуна у госте. Још једну свађу између Андрије и Терезе прекида Огњен. Након краћег разговора са зетом, вароучитељу почиње да бива јасно кроз какву психичку тортуру пролази његова сестра. Мара је решена да крсти Небојшу и о томе обавештава родитеље... |              |                                                                                  |                                  |                |                        |
| 115 | 115          | Са Трифуном неће ићи лако                                                        | Милан Коњевић и Владимир Алексић | Душан Јанковић | 16. фебруар 2022.      |
| После разговора са Бојаном, Јелисавета је пристала да се сви троје подвргну ДНК тестирању. Једном фотографијом, Силвија доводи Косту до емотивног растројства. Мара позива Трифуна у кућу. Након краћег разговора даје му понуду, ако је не прихвати, боље да се одмах врати у Немачку. Али, њему не пада на памет да игра онако како су Мара и Дрина замислиле. Упркос свему што је чуо и свим саветима које је добио, Виктор и даље не одустаје од идеје да оцу све саспе у лице. Тереза је ван себе због чињенице да је Биљана поново претрпела насиље у породици. |              |                                                                                  |                                  |                |                        |
| 116 | 116          | Миле моје жене ја сам дошао да вас просим                                        | Милан Коњевић и Владимир Алексић | Душан Јанковић | 17. фебруар 2022.      |
| Небојша на све начине покушава да избегне крштење у цркви и тако доведе у питање целу акцију коју спроводи са Костом и Силвијом. У разговору са Биљаниним родитељима, докторка Зора изговара претње које ће их по први пут натерати да се уплаше. Божидар и даље не може да се одлучи са којом женом би био, зато одлази да им саопшти шта му је на срцу. |              |                                                                                  |                                  |                |                        |
| 117 | 117          | Дођите брзо до виле имамо могућ проблем                                          | Милан Коњевић и Владимир Алексић | Душан Јанковић | 18. фебруар 2022.      |
| У жељи да изненади Зору, Петар стиже у амбуланту и затиче сцену. Биљану поново малтретира отац, а после упозорења, Петар насрће на њега и почиње да га бије. Док девојчица шокирано гледа премлаћивање свог мучитеља, мајка је још једном оптужује да је она крива за хаос који је настао. Након што их је обе запросио, Божа објашњава Симони и Даници шта је полиаморија. Петар и Елена више нису сигурни да ли је Небојша био прави избор за прљави посао који обављају. Брину се -„шта ако одлепи”? |              |                                                                                  |                                  |                |                        |
| 118 | 118          | Да ли ће Гоцин потпис запечатити судбину Ракетићима                              | Милан Коњевић и Владимир Алексић | Душан Јанковић | 21. фебруар 2022.      |
| Злогласни тројац се спрема да од Гоце узме бланко потпис како би могли да се домогну пола милиона евра. За најпрљавији део посла биће задужен Небојша. Након што је сазнала да Јелисавета за њу говори да је преварант, Елена креће у контранапад и лобира код укућана да би требало што пре да је пошаљу назад у пансион јер је лажљивица. Зора признаје Петру да је изненађена његовом реакцијом, а он њој открива да полуди сваки пут када види да неко малтретира децу. |              |                                                                                  |                                  |                |                        |
| 119 | 119          | Ја сам твој син                                                                  | Милан Коњевић и Владимир Алексић | Душан Јанковић | 22. фебруар 2022.      |
| Вића је коначно смогао снаге и храбрости да каже Радојици да му је отац. После тог сусрета, почеће да верује да заправо никада није требао ни да га тражи. Персида наговара старе пријатељице да се с времена на време окупе у тајности и тако пробају да утичу на то како ће ко да живи у селу. Када Јелисавета поново нападне Елену, Мара ће морати да реагује - престани ово да радиш! |              |                                                                                  |                                  |                |                        |
| 120 | 120          | Вања је шокирана оним што је поново видела                                       | Милан Коњевић и Владимир Алексић | Душан Јанковић | 23. фебруар 2022.      |
| Након сцене коју је видела у сали ресторана и још једног Андријиног агресивног испада према Терези, Вањи није добро, али јој у помоћ неочекивано прискаче Каћа. Када Ђорђе покуша да сазна шта се десило, Вања одбија да подели са њим оно што је мучи још из времена када је радила у докторовој кући, али зато не одбија његов пољубац. Дрина моли Гоцу да нађе посао и уверава је да је то уједно и начин да упозна неког. Део Зориног поверљивог разговора чуће и вероучитељ Огњен... |              |                                                                                  |                                  |                |                        |
| 121 | 121          | Зора поверава Мари своју велику тајну                                            | Милан Коњевић и Владимир Алексић | Душан Јанковић | 24. фебруар 2022.      |
| Дара и Калина пред Љубом оптужују Персиду за протеривање Браниславине мајке, али она узвраћа контранападом. Божа проглажава Филипа новим носиоцем изборне листе, док Љуба инсистира да му Вања каже шта је мучи. У посети Ракетићима, Зора скреће пажњу Небојши да су му беоњаче жуте и да би било добро да обави одређене анализе. Умеђувремену, докторка поверава Мари своју велику тајну... |              |                                                                                  |                                  |                |                        |
| 122 | 122          | Андрија прећуткује важну ствар!                                                  | Милан Коњевић и Владимир Алексић | Душан Јанковић | 25. фебруар 2022.      |
| Љуба очинским разговором успева да допре до Вање. Каже да тајна коју носи не може да исправи неправду која се догодила, али да може да постави ствари на своје место и исто тако, повреди неке људе. На наговор Персиде, инспекција у трочланом саставу креће у Даничин салон посебно заинтересована за врсте масаже које нуде. Андрији стиже писмо које се тиче Терезиног лечења. Иако не планира да јој каже, Вања случајно открива шта у њему пише... |              |                                                                                  |                                  |                |                        |
| 123 | 123          | Почињу проблеми                                                                  | Милан Коњевић и Владимир Алексић | Душан Јанковић | 28. фебруар 2022.      |
| Мара саопштава Елени да јој више не пада на памет да иде на разноразне часове, нити да ради оно што јој се не ради. Између Зоре и Момчила севају варнице. Препиру се око свега, од тога ко води „акцију”, до тога на који начин ће ступити у контакт са приватним детективом. Коста наговара Силвију да са рачуна фондације пребаце 100.000 евра и да Небојша о томе не сме ништа да зна. Али, ту проблеми тек почињу... |              |                                                                                  |                                  |                |                        |
| 124 | 124          | Запамтићеш ти ко је Јелисавета                                                   | Милан Коњевић и Владимир Алексић | Душан Јанковић | 1. март 2022.          |
| Када Петар сазна да Зора мисли да се у последње време чудно понаша, он јој прознаје да га муче одређени проблеми, али обећава да ће их ускоро решити. Елена наговара Бојана да изнајме стан како би цео свет могао да их види. Њихов разговор прислушкује Јелисавета која моментално у глави почиње да смишља освету. Вероучитељ Огњен би у исповести могао да чује једно признање греха које га неће оставити равнодушним... |              |                                                                                  |                                  |                |                        |
| 125 | 125          | Шта се врзма у Небојшиној глави                                                  | Милан Коњевић и Владимир Алексић | Душан Јанковић | 2. март 2022.          |
| Након што је са Ђорђем попила боцу вина, Вања одлучује да оде код Терезе и све јој исприча о Андрији, али ствари неће ићи глатко као што је замислила... Огњен покушава да допре до Нађе и схвати шта је толико мучи. Због свих фрустрација из младости, Небојша почиње да верује да би Ракетићи заиста могли да буду породица о којој је целог живота маштао. Зора се све више плаши за свој живот... |              |                                                                                  |                                  |                |                        |
| 126 | 126          | Мара прети Гоци                                                                  | Милан Коњевић и Владимир Алексић | Душан Јанковић | 3. март 2022.          |
| Зора уверава Мончила да је упао у панику и да детектив неће моћи да их нађе преко нерегистрованог броја. Љуба је смислио план како да ћерку убеди да се врати у своју собу, али тај план подразумева доктора Андрију, што се Вањи ни мало неће допасти. Гоца почиње да снима свој ријалити, али њене идеје у старту не наилазе на одобравање укућана, напротив. Момчило моли Љубу да га сместа обавести уколико га у пансиону буде тражила особа по имену Роса... |              |                                                                                  |                                  |                |                        |
| 127 | 127          | Дрина добија позив Фиона                                                         | Милан Коњевић и Владимир Алексић | Душан Јанковић | 4. март 2022.          |
| Побеснели Андрија оставља код Љубе писану поруку за Вању. Небојша препричава Петру дешавања у кући. Жали му се да је Гоца почела да снима ријалити и да их по цео дан снима по кући. Уколико се ти снимци појаве на друштвеним мрежама, њихов покварени план би могао да пропадне. Небојша предлаже да узму паре које су до сада присвојити и да побегну, али Петар не жели да иде нигде док не отме све! На велико запрепаштење, Дрини се на телефон јавља Фиона! |              |                                                                                  |                                  |                |                        |
| 128 | 128          | Гоца ће побеснети када схвати да видео-материјала нема                           | Милан Коњевић и Владимир Алексић | Душан Јанковић | 7. март 2022.          |
| Док докторка Зора проверава Небојшине податке, Петар претура по њеним стварима и тако проналази кључ од фиоке коју претходно није могао да отвори. Главна вест у селу је да је Дринина рођака проговорила и то захваљујући Браниславиним моћима. Вића је љут на Нађу што ни поред свега шта је он њој поверио о свом животу, она и даље не жели да призна шта је мучи и још га лаже. Гоца ће полудети када јој Елена саопшти да на картици нема снимљеног видео-материјала. |              |                                                                                  |                                  |                |                        |
| 129 | 129          | Филип сазнаје да Тереза може да погледа, али да Андрија саботира процес          | Милан Коњевић и Владимир Алексић | Душан Јанковић | 8. март 2022.          |
| Коста добија позив - он и Силвија да спреме 10.000 евра, у супротном ће се све сазнати! Док се спрема за час, Симона на Терезиним рукама уочава силне модрице и зато од своје пријатељице захтева да чује истину! Због губитка свести, Вања долази у дом здравља и том приликом поверава Филипу да Андрија неће да помогне Терези да прогледа. |              |                                                                                  |                                  |                |                        |
| 130 | 130          | Андријина болест узима маха                                                      | Милан Коњевић и Владимир Алексић | Душан Јанковић | 9. март 2022.          |
| Елена има нови план, ако се не оствари ни све Марине паре неће помоћи поквареној „тројки”. Персида наставља да манипулише Браниславом и обећава јој да ће бити уз њу ако нешто крене по злу. Под утиском свега што је чуо од Вање, Филип долази код Андрије и Терезе и саопштава јој да у Паризу може да се изведе операција која би јој највероватније повратила вид. Андрија је ван себе како због његових речи тако и због Филиповог упада у кућу. |              |                                                                                  |                                  |                |                        |
| 131 | 131          | Је л' се ти шалиш                                                                | Милан Коњевић и Владимир Алексић | Душан Јанковић | 10. март 2022.         |
| Андрија саопштава Терези да је неће терати да иде на операцију ако она то не жели. Небојша игра на карту Марине емпатије. Показује јој слике сирочића и тако узима паре које су неопходне Силвији, Кости и њему. Када схвати да је месна заједница покривена камерама и да су оне вероватно снимиле њега и Нађу, Огњену неће бити добро. |              |                                                                                  |                                  |                |                        |
| 132 | 132          | Персида уцењује синове                                                           | Милан Коњевић и Владимир Алексић | Душан Јанковић | 11. март 2022.         |
| Елена је успела да искамчи 10.000 евра од Маре и тако се реши уцењивача. После Андрије и Огњен наговара Терезу да покуша са операцијом у Француској. Персида уцењује синове, ако је она успела да нађе поштара за село, они морају да му обезбеде собу у пансиону. Од како је Гоца почела да снима свој ријалити, примећује да се људи чудно понашају и да већина не жели пред камере, али ни сама не зна колико се озбиљни разлози иза тога крију... Ђорђе од бабе сазнаје да се жени... |              |                                                                                  |                                  |                |                        |
| 133 | 133          | Неком се овај пољубац неће допасти                                               | Милан Коњевић и Владимир Алексић | Душан Јанковић | 14. март 2022.         |
| Док плаче пред Маром, Јелисавета признаје несуђеној свекрви да воли Бојана иако јој нико не верује и да не зна шта ће да ради ако јој он никада не буде опростио, јер не може да замисли живот без њега. Андрија не одустаје од малтретирања Терезе у вези са Филипом. Јелисавета ликује након пољупца са Бојаном, али пре свега због чињенице што их је видела Елена... |              |                                                                                  |                                  |                |                        |
| 134 | 134          | Момчило олако схвата Зорина упозорења да им је Коста на трагу...                 | Милан Коњевић и Владимир Алексић | Душан Јанковић | 15. март 2022.         |
| Када схвати да се Мара и даље чује са професором, Љубу обузима љубомора. Симона се обраћа сину због модрица које је видела на Терезином телу и Филип у тренутку доживљава помрачење свести због чињенице да Андрија малтретира жену у коју је заљубљен и коју воли. Али ствари ће бити још горе када се суочи са Терезом и чује њене „изговоре”. Момчило олако схвата Зорина упозорења да им је Коста на трагу... |              |                                                                                  |                                  |                |                        |
| 135 | 135          | Камера је све снимила                                                            | Милан Коњевић и Владимир Алексић | Душан Јанковић | 16. март 2022.         |
| Након што је поставио камере у стан, Андрија испитује Терезу да ли је негде излазила и да ли јој неко долазио. Иако је његова питања нервирају и то отворено показује, она не може ни да наслути због чега је муж „ислеђује”. Док га провоцира Горданиним снимцима које чува у телефону, Петар кришом убацује Момчилу дрогу у пиће. На путу ка соби, Момчило пада у несвест... Јелисавета не скрива срећу што резултати теста ускоро стижу... |              |                                                                                  |                                  |                |                        |
| 136 | 136          | Злостављање тек почиње                                                           | Милан Коњевић и Владимир Алексић | Душан Јанковић | 17. март 2022.         |
| Злостављање Момчила поприма нове облике. Након што му је сипао дрогу у пиће, Петар га сада држи заточеног у соби. Везаних руку и ”запушених уста”, Момчило пролази кроз пакао и језиву психичку тортуру. Ствар се додатно компликује када на врата његове собе покуца Зора... Дрина се заљубљује у новог поштара Брку, али он има друге планове и то са Каћом. Љуба пред ћерком и ”зетовима” чита резултате ДНК теста... |              |                                                                                  |                                  |                |                        |
| 137 | 137          | Је л' ти чујеш овај звук                                                         | Милан Коњевић и Владимир Алексић | Душан Јанковић | 18. март 2022.         |
| Док му Петар држи пиштољ прислоњен на чело, Момчило свим силама покушава да заштити Зору и предочи Петру да она нема везе са његовим истраживањима. Персида пуни главу Љуби да због свега што се десило Јелисавета може да се одлучи на самоубиство. Свима је јасно да то што нема позива од Маре и Бојана може да значи једно - дете је Спасино. Седећи са Огњеном, Тереза почиње да примећује чудан звук... |              |                                                                                  |                                  |                |                        |
| 138 | 138          | Тереза је спакована а да ли ће успети да оде                                     | Милан Коњевић и Владимир Алексић | Душан Јанковић | 21. март 2022.         |
| Заљубљена до ушију, Дрина моли Мару да јој дозволи да ђувегију угости код ње у кући. Након ослобођења, унезверени Момчило саопштава Зори да му Петар прети на најгори могући начин - преко Гордане. Сада су обоје забринути и за Гоцин живот, зато Момчило одлази код Дрине и моли је да јој јави ако примети да се било шта чудно дешава у кући. Радојица долази у посету Дари, ако не одвоји време за њега пре него што оде из села, обећава јој да ће отићи код Душана... Тереза је спакована, а Огњен јој помаже да се не предомисли. Али са Андријом се не може лако изаћи на крај... |              |                                                                                  |                                  |                |                        |
| 139 | 139          | Андрија насрће на Филипа                                                         | Милан Коњевић и Владимир Алексић | Душан Јанковић | 22. март 2022.         |
| Док се гуши у сузама због свега што се догодило, Андрија моли Терезу да не иде. Јелисавета не одустаје од тога да је Бојан отац њеног детета иако су ДНК анализе показале супротно. Између Спасе и Катарине севају варнице, а Мара најављује Небојши да ће кренути са њим за Београд. Након што му Филип каже шта мисли о њему, Андрија га хвата за гушу... |              |                                                                                  |                                  |                |                        |
| 140 | 140          | Дрина је забринута за Гоцу                                                       | Милан Коњевић и Владимир Алексић | Душан Јанковић | 23. март 2022.         |
| „План пропада, ја нећу да потонем са вама. Ако сам преживео дом, преживећу и вас!” - Ове Небојшине речи се ни мало неће допасти Силвији и Кости. Позив из Париза, обрадоваће Терезу! Обавештавају је да јој је операција заказана, али њој није јасно како је то уопште могуће. Када чује да Елена намерава да прошета по селу Гоцу у потрази за локацијама за снимање ријалитија, Дрина постаје сумњичава... |              |                                                                                  |                                  |                |                        |
| 141 | 141          | Ја ћу свима све да испричам макар ме ти мрзела цео живот                         | Милан Коњевић и Владимир Алексић | Душан Јанковић | 24. март 2022.         |
| Јелисавета је очајна због чињенице да је дете које носи Спасино. Не може да се помири са тим сазнањем и зато константно малтретира оца. Немајући појма шта се крије иза Бркине симпатичне спољашности, Љуба га шаље у кућу код Маре да поправи неке кућне уређаје. Док седи у пансиону, Момчило проживљава ново вербално малтретирање од стране Петра. |              |                                                                                  |                                  |                |                        |
| 142 | 142          | Бојан наседа на шараду                                                           | Милан Коњевић и Владимир Алексић | Душан Јанковић | 25. март 2022.         |
| Сад када је Јелисавета отишла, Мара моли Бојана да се врати кући. Андријин болесни ум наставља да кује „црне” планове. Док седи са Терезом у ресторану, Огњен признаје сестри да све време има осећај да Вања нешто крије од њих. Уверен је да је по среди нека велика тајна коју ће он кад-тад сазнати од ње. Небојшин наступ, омекшава Бојаново срце, па и он коначно наседа на шараду коју је закувао подли трио. |              |                                                                                  |                                  |                |                        |
| 143 | 143          | Зора не може да поверује у оно што чује                                          | Милан Коњевић и Владимир Алексић | Душан Јанковић | 28. март 2022.         |
| У разговору са Силвијом, Коста признаје да би волео да је имао мајку као што је Мара. Његов емотивни набој трајаће кратко, јер већ у следећем тренутку Коста наставља да прогања и застрашује Момчила који брже одлази код Зоре како би јој саопштио да не жели да се Гордани било шта лоше деси због њега и да због тога одустаје од првобитног плана. Брка има нови план... |              |                                                                                  |                                  |                |                        |
| 144 | 144          | Небојшу чека казна                                                               | Милан Коњевић и Владимир Алексић | Душан Јанковић | 29. март 2022.         |
| Уз реченицу да јој се гади, Јелисавета истерује Спасу из собе и он у том тренутку ”пуца”. Једно Марино признање натераће Бојана да се замисли... Момчило доноси одлуку да оде из села и зато моли Дрину да чува Гоцу. Пред Костом и Силвијом, Небојша признаје да више не може да учествује у игри, јер не жели да повређује Мару, за коју мисли да је дивна жена. Када чује његове речи, Силвија неће трепнути пре него што му из све снаге опали шамар. |              |                                                                                  |                                  |                |                        |
| 145 | 145          | Зора моли Бојана да не направи инцидент                                          | Милан Коњевић и Владимир Алексић | Душан Јанковић | 30. март 2022.         |
| Мара и Дрина шпијунирају Момчила и Гоцу. Он долази да се поздрави, али све што буде имао да јој каже, остаће дубоко урезано, не само у њеном срцу, већ и у глави. Очајан због вређања које је доживео од Јелисавете, Спаса доноси одлуку - показаће јој да може да буде најбољи отац и зато ће наћи прави посао. Пошто је Момчило отказао ”сарадњу”, Зора је приморана да нађе новог савезника и зато се за помоћ обраћа Бојану. |              |                                                                                  |                                  |                |                        |
| 146 | 146          | Шокантне вести                                                                   | Милан Коњевић и Владимир Алексић | Душан Јанковић | 31. март 2022.         |
| Сасвим непланирано, Даница прави Божидара љубоморним и то са Вићом. Огњен преклиње сестру да се не враћа на старо и да не опрашта Андрији. Са папирима које је узео од Зоре, Бојан одлази код Љубе и саопштава му да на основу анализа крви и крвне групе, Небојша никако не може да буде његов син. Моли га да се сабере и да заједничким снагама покушају да нађу начин како би све још једном проверили. |              |                                                                                  |                                  |                |                        |
| 147 | 147          | Кренуће све по злу                                                               | Милан Коњевић и Владимир Алексић | Душан Јанковић | 1. април 2022.         |
| Ђорђе флертује са Вањом, а Бојан једва успева да се суздржи коментара на породичном ручку. Његова замишљеност не пролази незапажено код Небојше. Коста и Силвија моле Росу да им помогне, јер ће у супротном све кренути по злу. Скоцкан и са букетом цвећа у рукама, Божидар на опште запрепашћење укућана долази да разговара са Калином. Како би га спречила да не оде из села, Гоца је решила да запосли Момчила. |              |                                                                                  |                                  |                |                        |
| 148 | 148          | Дрина завршава у Бркином загрљају                                                | Милан Коњевић и Владимир Алексић | Душан Јанковић | 4. април 2022.         |
| Након што заврше у кревету, Гоца саопштава Момчилу да су добили понуду од издавачке куће да објаве Марину биографију. У разговору са Бојаном, Љуба признаје да би волео да је све једна велика грешка и да Небојша ипак јесте његов син. У међувремену, бескрупулозна Елена наређује Небојши да наговори Мару да пребаци нови контигент новца на рачун фондације. На Персидине увреде Калина скаче као опарена, а Дрина завршава у Бркином загрљају... |              |                                                                                  |                                  |                |                        |
| 149 | 149          | Експлозив чека да буде подметнут                                                 | Милан Коњевић и Владимир Алексић | Душан Јанковић | 5. април 2022.         |
| Правдољубива у души, Вања покушава да стави Бранислави до знања да је Персида користи и да новац који зарађује од лековитог биља умногоме превазилази цену пансиона. Између Симоне и Данице прети да искалира још један физички сукоб. Елену хвата паника због чињенице да се Бојан запутио у Београд на проверу ДНК теста. Када га Небојша испровоцира, Кости пада „клапна” и избија туча коју прекидају Дрина и Мара. У међувремену, један експлозив чека да буде подметнут... |              |                                                                                  |                                  |                |                        |
| 150 | 150          | Небојша показује зубе                                                            | Милан Коњевић и Владимир Алексић | Душан Јанковић | 6. април 2022.         |
| Небојша се жустро супротставља Кости. Када га Елена притисне пред Маром и Гоцом, он ће започети причу која се никоме неће свидети. Да ствар буде гора, Коста је за петама Бојану... Након што јој Момчило саопшти појединости у вези са Бојановим прикупљањем доказа, Зора ће се одушевити начином размишљања свог новог сарадника. Тортури коју Тереза проживљава од Андрије, не назире се крај... |              |                                                                                  |                                  |                |                        |
| 151 | 151          | Небојша не слути шта га чека                                                     | Милан Коњевић и Владимир Алексић | Душан Јанковић | 7. април 2022.         |
| Силвија је ван себе! Под налетом стравичне панике да не заврши у затвору, моли Косту да је заштити. Терезу хвата очај, јер јој Андрија прети да ће заувек остати слепа ако настави да га гура од себе. Зато Огњен одлучује да потражи помоћ... Мара обавља разговор са Брком, а оно што ће јој рећи, оставиће је без речи. Небојша налеће на Росу, али не може ни да наслути шта га чека... |              |                                                                                  |                                  |                |                        |
| 152 | 152          | Шта је то у кући човек, а није човек                                             | Милан Коњевић и Владимир Алексић | Душан Јанковић | 8. април 2022.         |
| Момчило моли Гоцу да никоме не говори да су у вези. Због чињенице да се ни Љуба, а ни Бојан не јављају на телефон, Јелисавета креће да паничи. Након што су добили помоћ од Маре, Тереза коначно има снаге да се супротстави мужу уцењивачу. Брка покушава да разгонетне поруку: Шта је то у кући човек, а није човек? Љуба и Бојан коначно стижу кући и то са резултатима? |              |                                                                                  |                                  |                |                        |
| 153 | 153          | Помоћи ћу ти да пронађеш сина првенца                                            | Милан Коњевић и Владимир Алексић | Душан Јанковић | 11. април 2022.        |
| Након што се сазнало да Небојша није Марин и Љубин син, Елена почиње да се ”пере” пред породицом и да их убеђује да није имала никакве везе са новцем који се тицао фондације. Пред Терезин одлазак на операцију у Француску, Филип својој неоствареној љубави шаље емотивну аудио поруку. Када види колико Мара пати, Бојан јој обећава да ће јој помоћи да пронађе сина првенца, јер му је њена срећа најбитнија. |              |                                                                                  |                                  |                |                        |
| 154 | 154          | Бојан почиње да сумња                                                            | Милан Коњевић и Владимир Алексић | Душан Јанковић | 12. април 2022.        |
| Бескрупулозна Персида ликује што је Мара још једном преварена и што је доживела нову бол. Али, то није једини разлог за њено славље. Пред пуном месном заједницом, а нарочито пред Симоном и Аврамовићем, Персида показује Божину фотографију са чувеном Лепом Лепом. Пре доласка инспектора, полицајци изражавају бојазан да је преварант Небојша можда имао помоћ унутар куће. Њихове речи ће Бојану додатно пробудити сумњу... |              |                                                                                  |                                  |                |                        |
| 155 | 155          | Зло не спава                                                                     | Милан Коњевић и Владимир Алексић | Душан Јанковић | 13. април 2022.        |
| Коста се осећа кривим због свега што се догодило Небојши, али га Силвија убеђује да је Роса заправо једини кривац. У неформалном разговору са Терезом, Брка поставља питање од милион долара: Због чега ти не усвојиш ту малу, ако је толико волиш? У месној заједници је ванредно стање због Боже. Оплакују га мајка и брат, пријатељи, али и обе жене! Нико не слути да је све Персидино зло масло! |              |                                                                                  |                                  |                |                        |
| 156 | 156          | Тереза не може да поверује у Вањину језиву причу                                 | Милан Коњевић и Владимир Алексић | Душан Јанковић | 14. април 2022.        |
| Вања моли Терезу да се по повратку из Француске не враћа Андрији. На упорно инсистирање другарице и послодавца, Вања све признаје... У договору са Бојаном, инспектор одлучује да провери рачуне свих запослених у кући Ракетића. У Божину и Персидину зврчку око нестанка, сада је уплетена и полиција. Због свега што јој се десило, Мара урла на мајку и на крају је избацује из собе. |              |                                                                                  |                                  |                |                        |
| 157 | 157          | Шта се догодило Спаси                                                            | Милан Коњевић и Владимир Алексић | Душан Јанковић | 15. април 2022.        |
| Када чује Бркино цвркутање са Каћом, Дрина ће бити сломљена. Слично ће се осетити и Мара након Љубине изјаве да њихова бајка нема ни принца, ни принцезу, а ни срећан крај. Пијан и бесан због чињенице да је Тереза отишла на операцију без њега, Андрија саопштава Зори да више не мора да се претвара да не зна да му се брак распада... Бојан пита Јелисавету за плес и баш ништа не слути на трагедију која ће се догодити... |              |                                                                                  |                                  |                |                        |
| 158 | 158          | Брка коначно проналази писма                                                     | Милан Коњевић и Владимир Алексић | Душан Јанковић | 18. април 2022.        |
| Нови напад беса Андрија доживљава када схвати да из болнице у Француској не желе да му дају ни једну информацију о Терези, чак ни то да ли је примљена на клинику. Вести које Љуба добија од докторке у вези са Спасиним здравственим стањем нису добре - он једноставно не реагује. Персида има идеју - Бранислава ће да направи „белу смесу”, а сви остали ће да се моле да јој се укаже где је Божа. Брка коначно узима да „поправи” слику и тако проналази писма... |              |                                                                                  |                                  |                |                        |
| 159 | 159          | Брка је дешифровао писма и сада зна                                              | Милан Коњевић и Владимир Алексић | Душан Јанковић | 19. април 2022.        |
| Филип стиже да испрати Терезу на операцију и том приликом јој саопштава да му значи колико и породица. Бранислава одлази у посету Спаси, а недуго затим он се буди из коме. Нажалост, од докторке мисли да је његова давно преминула мајка... После дешифровања Мирослављевих писама које је пронашао у слици, Брка сазнаје ко је Марин изгубљени син. |              |                                                                                  |                                  |                |                        |
| 160 | 160          | Андрија прети                                                                    | Милан Коњевић и Владимир Алексић | Душан Јанковић | 20. април 2022.        |
| Момчило почиње писање биографије, а прво што га занима јесте љубавни живот Маре Ракетић. Док га нутка вином, Зора на све начине покушава да добије од Петра што више информација у вези са Небојшом и њиховом повезаношћу. Мара теши утучену пријатељицу и уверава је да ће се Божа вратити. Након сазнања да је Филип отишао у Француску за Терезом, Андрија га зове телефоном и почиње да му прети... |              |                                                                                  |                                  |                |                        |
| 161 | 161          | Зора је у гадној невољи                                                          | Милан Коњевић и Владимир Алексић | Душан Јанковић | 21. април 2022.        |
| Спаса саопштава Јели да је између њих дефинитивно све готово. Паралелно са тим, у разговору са Ђорђем, Каћа признаје да мисли да воли Спасу. Због тога што његови “сарадници” још увек нису провалили потребну шифру, Брка је помало бесан. Елена наставља да навлачи Мару на “танак лед“ и сигурна је да ће ускоро успети да је убеди да ће она однети паре у банку. Персида убеђује цело село да је у Божину отмицу умешан Аврамовић. Када јој у изненадну посету у ординацији бане Петар, Зора ће се озбиљно уплашити, јер се испод болничког кревета скрива Момчило... |              |                                                                                  |                                  |                |                        |
| 162 | 162          | Бранислава је решена испричаће све о Персидиним злоделима                        | Милан Коњевић и Владимир Алексић | Душан Јанковић | 22. април 2022.        |
| Љуба се суочава са мајком и каже да зна све о њеном и Божином срамном плану. Он није једини коме је прекипело. Сада и Бранислава прети Персиди да ће свима испричати каква је особа... Удруженим снагама Елена и Петар се обрушавају на Момчила, али преко Гордане... Под утицајем Дрининих речи, Љуба скупља храброст да запроси Мару. |              |                                                                                  |                                  |                |                        |
| 163 | 163          | Куцнуо је и час одлуке Тереза жели да јој Филип скине завоје                     | Милан Коњевић и Владимир Алексић | Душан Јанковић | 25. април 2022.        |
| Гоца моли мајку да је једном у животу послуша и остави пола милиона евра у кући. Уверена да је та идеја добра, Мара своју одлуку саопштава Елени и Петру. Када јој Бранислава откаже послушност, Персида одлази код Елене и тражи помоћ, у супротном, њен пасош ће завршити у полицији... Куцнуо је и час одлуке, а Тереза жели да јој завоје са очију скине неко други до Филип. |              |                                                                                  |                                  |                |                        |
| 164 | 164          | Момчило доживљава помрачење                                                      | Милан Коњевић и Владимир Алексић | Душан Јанковић | 26. април 2022.        |
| Дрина појашњава Брки ситуацију око Маре. Каже да је она најбоља жена на свету, али да око ње има превише “олоша“. После свих мрвица које је добијала, Бранислава долази код Калине и захтева да јој исприча све што зна о њеној мајци, али и Персидиној умешаности у мајчин одлазак из села. Док Мара потписује папир којим ће можда запечатити своју судбину, у кућу Ракетића долази Момчило и са врата хвата Петра за гушу... Божа се коначно враћа... |              |                                                                                  |                                  |                |                        |
| 165 | 165          | Коначно                                                                          | Милан Коњевић и Владимир Алексић | Душан Јанковић | 27. април 2022.        |
| Љуба једва очима гледа мајку и брата који настављају са својим прљавим играма. Персида му је организовала конференцију пред изборе и сада ће сви чути Божину тужну причу. Из Петровог излагања, Зора схвата да је остало само неколико дана до реализације његових нечасних планова. Мара завршава у страсном загрљају са Љубом, а он све то схвата као јасан знак да је време да је запроси. |              |                                                                                  |                                  |                |                        |
| 166 | 166          | Просидба или...                                                                  | Милан Коњевић и Владимир Алексић | Душан Јанковић | 28. април 2022.        |
| Успаничени Коста позива Силвију и саопштава јој да хитно мора да дође у пансион јер је дошла Роса која се понаша неурачунљиво. Када јој се Коста супротстави, она му удара шамар, уверена да је његова мајка. Мало после тога, у Петровој соби ће се наћи и Брка... На једвите јаде, Бојан доводи Мару у ресторан, а док се она пита за кога је постављен тако леп сто, Љуба започиње просидбу... |              |                                                                                  |                                  |                |                        |
| 167 | 167          | Зло је пред вратима                                                              | Милан Коњевић и Владимир Алексић | Душан Јанковић | 29. април 2022.        |
| Мара поносно показује Даници свој веренички прстен. Сада када је на корак да раскринка Косту и Силвију, Зора је принуђена да тражи помоћ у полицији. Бојаново велико признање да како време пролази све више увиђа да му без Јелисавете нема живота, оставиће Гоцу у чуду, али ће му пуна разумевања пружити сестринско раме за плакање. Нађа је спремна да оде из села, али не слути да је зло већ на вратима... |              |                                                                                  |                                  |                |                        |
| 168 | 168          | Добар си човек, опамети се                                                       | Милан Коњевић и Владимир Алексић | Душан Јанковић | 2. мај 2022.           |
| Филип саопштава Терези да жели да живе заједно. Анкете показују да Божа неће успети да пређе цензус, али он има подмукли план и то са Симоном. У пријатељском разговору са Спасом, Јелисавета кроз сузе признаје колико јој недостаје Бојан. Директно са аеродрома, Тереза долази у месну заједницу и искрено се захваљује Мари. У својој ординацији, Зора покушава да навуче Петра на "танак лед" и да га наведе да призна било шта што ће полиција моћи да искористи. |              |                                                                                  |                                  |                |                        |
| 169 | 169          | Нађа је ван себе од страха                                                       | Милан Коњевић и Владимир Алексић | Душан Јанковић | 3. мај 2022.           |
| Бојан и Јелисавета саопштавају Мари и Гоци да су се помирили. Након почетног шока, Мара моли сина да јој објасни како је успео да јој опрости, јер не би волела да својом одлуком повреди ни себе, а ни Јелу. Надајући се да ће Андрија бити разуман и да ће све проћи у мирном тону, Тереза одлучује да оде кући по своје ствари. Нађа је ван себе од страха... |              |                                                                                  |                                  |                |                        |
| 170 | 170          | Шта је ово?                                                                      | Милан Коњевић и Владимир Алексић | Душан Јанковић | 4. мај 2022.           |
| Огњен је забринут због чињенице да не зна где је Нађа. Иако га сви уверавају да Нађа има само вирус и да по цео дан спава, Огњен осећа немир у стомаку и сигуран је да се нешто лоше дешава. С друге стране, Ђорђе и Калина почињу да верују у исто... Петар обавештава Зору где ће је и када чекати са новцем, а она информацију дели са Момчилом. Елени се ни мало неће допасти Марина идеја - она изненада жели да иде у банку! Бојан долази кући и мајци предаје коверат са диктафоном! |              |                                                                                  |                                  |                |                        |
| 171 | 171          | Пуцај                                                                            | Милан Коњевић и Владимир Алексић | Душан Јанковић | 5. мај 2022.           |
| Роса објашњава Љуби да је Петрово право име Коста Рашић и да сада када зна његов прави идентитет, мора да му помогне. Док Силвија кује планове, Коста јој саопштава да им се путеви разилазе и да он воли Зору. Њихову расправу на улици прекида побеснела Мара која је разоткрила лопове, али Петар на њу потеже пиштољ. Несрећни Љуба, успева само да изговори: Спусти пиштољ, сине. |              |                                                                                  |                                  |                |                        |
| 172 | 172          | Горка спознаја реалности                                                         | Милан Коњевић и Владимир Алексић | Душан Јанковић | 6. мај 2022.           |
| После општег раскринкавања, Петар објашњава Роси да је све могло да буде другачије само да му је рекла где су му родитељи и зато је избацује из собе. Бојан нервозно објашњава сестри да је све било испланирано - од „случајног” сусрета у бутику до њене отмице. Иако Гоца и Бојан не мисле да би Петар требало да прође некажњено за зло које им је учинио, Мара им јасно саопштава да она своје дете неће гурати у затвор док му не да шансу. Узнемирена Силвија не може да поверује да ју је Коста издао... |              |                                                                                  |                                  |                |                        |
| 173 | 173          | Гоца је очајна због мајчине одлуке                                               | Милан Коњевић и Владимир Алексић | Душан Јанковић | 9. мај 2022.           |
| У разговору са Костом, Мара признаје да се, када су га узели од ње, молила богу за чудо и да се чудо десило. Она сада само жели само одговор на једно питање, да ли је пре доласка у њену кућу знао да му је мајка. Вања поверава Јелисавети да се помирила са Ђолетом. Њену срећу због другарице само ће употпунити Бојанов долазак. Он је пакује и води у кућу Ракетића. Али, Јелисавета није једино „појачање” у породици - Мара и Љуба доводе и Косту, а Гоца је због тога очајна. |              |                                                                                  |                                  |                |                        |
| 174 | 174          | Да ли ће Момчилова несмотреност бити скупо плаћена                               | Милан Коњевић и Владимир Алексић | Душан Јанковић | 10. мај 2022.          |
| Немајући појма пред ким се заправо исповеда, Коста признаје Зори да се у животу бавио свим и свачим - изнуђивао је људе, лагао, варао, крао, али ово са Маром је најгоре што је икада урадио. Спаса и Огњен започињу мисију спасавања Нађе. Момчило несмотрено може имати огромне последице. Његов поверљиви телефонски разговор чуће онај ко би то најмање требало да чује... |              |                                                                                  |                                  |                |                        |
| 175 | 175          | Након што је побегла са новцем Силвија спас проналази код Росе                   | Милан Коњевић и Владимир Алексић | Душан Јанковић | 11. мај 2022.          |
| Мара ће побеснети када јој се Персида појави у кући. Дошла је да разговара са својим унуком. У међувремену, Мара моли Бојана и Гоцу да Кости дају још једну шансу, али без резултата. После разговора који је случајно чула, Роса кришом улази у Момчилову собу и у његово тело убризгава непознат садржај. Зора га проналази без свести. Да ли је стигла прекасно? Божа је у деветом кругу пакла, бивша жена му прети да ће свима рећи да су љубавници уколико не почне да испуњава договор. Након што је побегла са новцем, Силвија спас проналази код Росе. |              |                                                                                  |                                  |                |                        |
| 176 | 176          | Мртав или жив                                                                    | Милан Коњевић и Владимир Алексић | Душан Јанковић | 12. мај 2022.          |
| Зора објашњава Мари и Љуби од чега је преминуо несрећни Момчило. Мајка покушава са утеши Гоцу, али њена бол не познаје границе. Уместо пилула за ерекцију, Спаса набавља Божи травке које би требало да буду природна замена за вијагру. Огњен издаје упутства Терези за случај да им због Нађе у кућу дође полиција. С друге стране, Брка саопштава Момчилу да је нашао везу да му издају лажну умрлицу. |              |                                                                                  |                                  |                |                        |
| 177 | 177          | Божа је шокиран због Симонине изјаве                                             | Милан Коњевић и Владимир Алексић | Душан Јанковић | 13. мај 2022.          |
| Коста пожурује Љубу да оде на ДНК тестирање. Иако скрхана болом због Момчилове смрти, Гоца одбија да оде на његову сахрану. Огњен саопштава сестри и будућем зету важну одлуку, Нађа ће живети са њима. Папир одлуке је у Мариним рукама и спремна је да са свима подели епилог онога што разједа њену породицу. Божа је шокиран чињеницом да Симона жели развод упркос чињеници да су у тајној вези. |              |                                                                                  |                                  |                |                        |
| 178 | 178          | Брку мучи оно што је сазнао о Момчиловом стању                                   | Милан Коњевић и Владимир Алексић | Душан Јанковић | 16. мај 2022.          |
| Јелисавета је забринута због Бојана. Каже Мари да ће га чим се породи наговорити да оде код лекара како би се утврдило због чега се нон-стоп чеше. Иако су се посвађале, Даница не дозвољава Бојану и Гоци да блате мајку, јер је по њеном мишљењу Мара наисправнија жена на свету. Момчило поверава Брки да га гризе савест због чињенице да сви људи који га воле и које он воли, мисле да је мртав... Али, Брку много више од гриже савести мучи чињеница да је Момчило завршио у инвалидским колицима и да више никада неће проходати... |              |                                                                                  |                                  |                |                        |
| 179 | 179          | Душану ће се срушити свет када чује Дарин разговор са Радојицом                  | Милан Коњевић и Владимир Алексић | Душан Јанковић | 17. мај 2022.          |
| Љуба поставља Мари питање од „милион долара” - Је л' ти мислиш да Коста нас воли? Али Мара нема одговор на то питање... Док седи са родитељима, Каћа ће и онако непријатну ситуацију учинити још непријатнијом када им Спасу представи као свог дечка. Роса лаже инспектора да нема појма где је Силвија и да је није контактирала од када се дала у бекство. Персида ће доживети шок када јој дојучерашње пријатељице откажу послушност и саопште јој да више није пожељна у њиховом друштву. Улазећи у собу, Душан случајно хвата део Дариног разговора са Радојицом и то ће га сломити... |              |                                                                                  |                                  |                |                        |
| 180 | 180          | Бојану је озбиљно лоше                                                           | Милан Коњевић и Владимир Алексић | Душан Јанковић | 18. мај 2022.          |
| Калина нема намеру да устукне пред ”голупчићима”, па размишљајући о ћеркином добру пита Божу када ће коначно да је ожени и скине љагу са њихове куће. Гоца је свесна да ништа неће вратити Момчила и зато је решена да бар мајци не досипа со на рану. Између Огњена и Нађе долази до раскола, док он прижељкује дете са њом, она мисли да су пренаглили са својим односом. Док се Вања радује због заједничког живота са Ђорђем, он се појављује са новим вестима - добио је одличну понуду за посао, али у Београду. Бојан поново добија напад и пада на под! |              |                                                                                  |                                  |                |                        |
| 181 | 181          | Доктору се не свиђа оно што види                                                 | Милан Коњевић и Владимир Алексић | Душан Јанковић | 19. мај 2022.          |
| Зора забринуто пита Момчила шта ће да раде уколико онај ко се докопао његовог телефона и лаптопа, пронађе све што је унутра. Срећом, Момчило има идеју, кључ је у фотографији. Након што сазнају да Спаса чека дете са другом женом, Каћини родитељи покушавају све како би ћерку извукли из села. Када јој брат каже да би требало да заборави на малу Биљану и препусти ствари закону, Тереза неће моћи да одћути. Сасуће Огњену све у лице. Зора добија неочекивану посету... Након што му је позлило, Бојан завршава у амбуланту, а доктору се неће свидети оно што УЗ показује... |              |                                                                                  |                                  |                |                        |
| 182 | 182          | Радојица се вратио у село, прва станица му је                                    | Милан Коњевић и Владимир Алексић | Душан Јанковић | 20. мај 2022.          |
| Вања саопштава Ђорђу да ће га подржати око одласка у велеград, јер је то за њега велика шанса, али... Тереза инсистира да јој Огњен каже шта је радио на клиници у Београду. Радојица се вратио у село и његова прва станица је салон у ком ради његов син. Каћин отац наговара Нађу да им помогне како би ћерку бар привремено макли из села. Када Мара сазове пословни саставак и нареди Гордани и Бојану да од сада и у ресторану и у салону морају да дају плату Кости, доћи ће до новог „рата”. |              |                                                                                  |                                  |                |                        |
| 183 | 183          | Дари се срце цепа                                                                | Милан Коњевић и Владимир Алексић | Душан Јанковић | 23. мај 2022.          |
| Божидар има проблем са ерекцијом, али зато Симона има план. Колико год покушавала да се додвори Душану и мало га одобровољи, Дара наилази на зид, па је принуђена да изнова слуша оно што јој пара срце, мужевљеве речи које гласе: „Ти си за мене мртва!”. Даница моли Ђорђа да иде у Београд и да слуша главу, а не срце, јер то никоме ништа добро није донело... |              |                                                                                  |                                  |                |                        |
| 184 | 184          | Нико се не нада оваквом признању                                                 | Милан Коњевић и Владимир Алексић | Душан Јанковић | 24. мај 2022.          |
| Иако јој није до живота због свега што пролази са Душаном, Дара поклања Мари вео који је она добила од своје мајке. Повређени Душан наставља својеврсну тортуру и наређује Дари да стане пред целу породицу и призна кад, са ким и колико дуго је била у вези. Филип и Зора добијају резултате крви и ситуација са Бојаном није добра. |              |                                                                                  |                                  |                |                        |
| 185 | 185          | Стиже беба                                                                       | Милан Коњевић и Владимир Алексић | Душан Јанковић | 25. мај 2022.          |
| Мара критикује оца због чињенице да је понизио Дару и то пред свима. Уверена да Мара целом свету планира да представи “новог” сина управо на свом венчању са Љубом, Силвија наговара Росу да је управо то тренутак за преокрет. Од Зоре и Филипа, Бојан добија лоше вести. Спаса је очајан због чињенице да се Каћа спрема за Београд, а посебно је љут и тужан што му је заборавила рођендан. Јелисавети пуца водењак! |              |                                                                                  |                                  |                |                        |
| 186 | 186          | Вече важних одлука                                                               | Милан Коњевић и Владимир Алексић | Душан Јанковић | 26. мај 2022.          |
| Јелисавета на свет доноси дивног дечака. Лепе вести се брзином муње шире селом. Сви су одушевљени и спремају се за велику фешту. После много преиспитивања, чињенице да је заборавила Спасин рођендан и да ће можда бити тамо нека девојка која нуна дете свог дечка, Каћа одлучује да оде из села и то саопштава Бојану. Али она није једина која доноси важну одлуку, то чини и Огњен, који о својој намери обавештава збуњену Нађу. |              |                                                                                  |                                  |                |                        |
| 187 | 187          | Бојанов живот виси о концу                                                       | Милан Коњевић и Владимир Алексић | Душан Јанковић | 27. мај 2022.          |
| Док прослављају рођење Јелисаветиног првенца, Бојан први цепа Спаси кошуљу. После једног, сви се спремају за друго славље, Марину свадбу. Иако Јелисавета јасно види да Бојану није добро, заправо, да му је све лошије, он је уверава да је све у најбољем реду. Само пар тренутака касније, почиње да повраћа крв... У међувремену, на Зорину е-маил адресу стижу Бојанови резултати... |              |                                                                                  |                                  |                |                        |
| 188 | 188          | Да ли ће Персида прекинути Марино и Љубино венчање                               | Милан Коњевић и Владимир Алексић | Душан Јанковић | 30. мај 2022.          |
| Момчило сваким даном све више мисли на Гоцу. Даница се пред венчање заклиње Мари да ће заувек бити уз њу. Силвију шиканирају у дому, подсећају је да је због своје похлепе, коју носи из детињства, постала криминалац. Она одлучује да нешто предузме, зато се прерушава у часну сестру. Почело је црквено венчање и сви су се окупили. Док кумови Даница и Огњен аминују Љубин и Марин брак, Персиди мало фали да се огласи и пред попом каже да се са тим не слаже... |              |                                                                                  |                                  |                |                        |
| 189 | 189          | Косту посећује монахиња после чега више ништа није исто                          | Милан Коњевић и Владимир Алексић | Душан Јанковић | 31. мај 2022.          |
| Бојану се опет слошило на мајчиној свадби. Након што се Силвија прерушила у монахињу, отишла је да види Косту и није могла да верује шта затиче. Такође, њихов сусрет је оставио последице и на Косту, који се пожалио Лени да више није расположен за славље. Огњену је криво што је донео одлуку да напусти Нађу, па покушава да јој приђе на Мариној свадби, не би ли разговарали још једном. Бојану се толико слошило да осећа укус метала у устима и Филип га моли да крену за Београд у болницу. Међутим, Бојан жели да мајка пође са њим... |              |                                                                                  |                                  |                |                        |
| 190 | 190          | Сви знамо да сам готов                                                           | Милан Коњевић и Владимир Алексић | Душан Јанковић | 1. јун 2022.           |
| Мара жели да окупи целу породицу како би отварала поклоне, међутим Бојана нема цело поподне, а Лена треба да јој каже истину. Бојан је увелико у болницу и пита Филипа да ли је ово његов крај. Мара сазнаје за сина и жали се Љуби. Након што је цела породица Ракетић сазнала за Бојанову болест, никоме није јасно како се разболео. Одувек виталан и здрав момак, без иједног порока. Али баба Дара је убеђена да је неко на њих "бацио клетву". Бојан је на операцији. Сви чекају вести у чекаоници. Гордана се прва пријављује да му донира јетру. С друге стране, ни Даници ни Божи не цветају руже. Она жели да га избаци из куће, али је он одвраћа речима да су они ипак једно за друго, поготово јер имају сина... |              |                                                                                  |                                  |                |                        |
| 191 | 191          | Коста је једини компатибилни донор јетре                                         | Милан Коњевић и Владимир Алексић | Душан Јанковић | 2. јун 2022.           |
| Након детаљнијих претрага сви су сазнали да је Коста једини компатибилни донор и са дозом сумње се одлучује да брату Бојану да јетру. Плаши се, али ипак жели да на тај начин покаже да је део породице. Док се Даница опија са Калином у Персидиној кафани, Ђорђе се налази са Вањом и кука на њеном рамену. Божа бившој супрузи Симони саопштава да је Ђорђе његов син и то пре свима. Брка проси Дрину и она прихвата, али га моли да о томе никоме не говори. Не жели да се радује док су сви тужни због Бојана. |              |                                                                                  |                                  |                |                        |
| 192 | 192          | Коста у помоћ зове Силвију                                                       | Милан Коњевић и Владимир Алексић | Душан Јанковић | 3. јун 2022.           |
| Полиција долази у Терезину кућу и саопштава јој да су пронашли њеног супруга Андрију. Божа је одлучио да окрене нови лист. Признао је да је уснио божју поруку и сада му је јасно којим животним путем треба да крене. Давање отказа у пансиону је прво што ће учинити. Након што се Мара вратила из Београда, Дрина ју је обавестила шта се дешава са Даницом и Божом. Коста се премишља да ли да помогне Бојану или не, а у том часу у кафану стиже и Ђорђе, који га саветује да треба да помогне брату, првенствено јер је Бојан добар човек. У кризним ситуацијама, Коста увек тражи Силвију, па је тако било и овога пута. Позвао ју је и питао је за мишљење - да ли да иде на све или ништа... |              |                                                                                  |                                  |                |                        |
| 193 | 193          | Коста је обећао да ће Бојану спасити живот али Мара стрепи да ће се предомислити | Милан Коњевић и Владимир Алексић | Душан Јанковић | 6. јун 2022.           |
| Гоца је бесна јер сви чекају Косту. Није га било читавог дана, а Бојанов живот виси о концу. Коста се појавио и жели да разговара са мајком. Тереза спрема Андријеву умрлицу. Бојан разговара са Јелисаветом и предочава јој ситуацију, наводећи да операција јетре није једноставна. Хоће да се опрости од ње, у случају да не преживи трансплатацију. Иако га нико није видео, Коста је одлучио да спаси Бојану живот. Међутим, Мара живи у страху да ће Коста нестати. Иако је Огњен покушао да све начине да поправи ствари са Нађом, она напушта стан... |              |                                                                                  |                                  |                |                        |
| 194 | 194          | Стигли докази Андријине смрти                                                    | Милан Коњевић и Владимир Алексић | Душан Јанковић | 7. јун 2022.           |
| Тереза долази у пансион и свима саопштава да је Андрија преминуо. Костин адвокат позива Мару телефоном и предочава јој даљи план уочи и након Бојанове операције. Саставио је "јак" уговор, јер Коста жели све мајчине паре заузврат. Коста и Мара се опет срећу. Она га убеђује да га воли, али Костина мржња према Бојану сада добија још већу размеру. Себе не доживљава као члана породице, нити као њено дете, а напакостиће им тако што ће им узети богатство. Божа се враћа код Данице у кућу, али тамо затиче Калину која није нимало пријатна. Љуба нема појма да се Коста премишља и да има план да их опљачка. Оптимистичан је и нада се да је његов син ипак добар човек. Полиција долази код Терезе и, пред Огњеном и Филипом, саопштава доказе Андријине смрти... |              |                                                                                  |                                  |                |                        |
| 195 | 195          | Ја јесам твој син али нећу да будем твоја лутка                                  | Милан Коњевић и Владимир Алексић | Душан Јанковић | 8. јун 2022.           |
| Божа води искрени разговор са Симоном, у нади да ће се помирити, али она је одавно окренула нови лист. Коста и даље није отишао на операцију. Повређен због своје прошлости и одбачености од породице, одлучује да им се освети у најкритичнијем тренутку када треба да помогне брату. Гордана саопштава породици да Косте и даље нема. Коста се састаје са Маром и уцењује је да мора да овери уговор, иначе неће ићи на операцију. Божа доживљава нервни слом и саопштава мајци да ће се борити за Даницу, јер је она љубав његовог живота и да ће се борити да врати поверење и код сина Ђорђа. Такође, саопштава јој да не жели више да буде њена лутка. |              |                                                                                  |                                  |                |                        |
| 196 | 196          | Кад се будем опоравио убићу га                                                   | Милан Коњевић и Владимир Алексић | Душан Јанковић | 9. јун 2022.           |
| После успешне операције, Мара одлази код адвоката и сазнаје да Коста има још један услов. Коста одлази код Лене и саопштава јој да је богат и да више неће морати ништа да ради. Силвија осећа да се са Костом нешто дешава и нема мира, мора да сазна како је он. Тереза долази код Нађе и моли је да разговара са Огњеном. Нађа и даље не жели да чује за њега. Даница зове сина Ђорђa, али он се не јавља. Свесна је да мора да га "пусти" неко време, да би јој опростио. По повратку из болнице, Бојан, као и остали чланови породице, сазнају да је Коста поставио још један услов пред операцију и сада сви морају то да испоштују. Бојан је бесан и има жељу да га убије. Момчило заједно са Леном и Брком планира нови корак освете и њихово разоткривање... |              |                                                                                  |                                  |                |                        |
| 197 | 197          | Ракетићи се селе код Љубе у пансион                                              | Милан Коњевић и Владимир Алексић | Душан Јанковић | 10. јун 2022.          |
| Свима је тешко пало што је Коста узео богатство. Пошто немају куд, Ракетићи се селе код Љубе у пансион. Гордана је очајна јер је опет сиромашна, а Бојан планира како да се освети Кости. Бојан криви себе и своју болест, јер да није био болестан, породица не би изгубила богатство. Mара га уверава да је најважније његово здравље, као и то да су сви заједно на окупу. Спаса саветује Ђорђа да се помири са мајком и оцем и да им опрости. Почиње спровођење последње фазе Лениног и Момчиловог плана када позивају полицију и следећи корак је Костино хапшење... |              |                                                                                  |                                  |                |                        |
| 198 | 198          | Марш напоље                                                                      | Милан Коњевић и Владимир Алексић | Душан Јанковић | 13. јун 2022.          |
| Филип напада Зору како може да буде у вези са Костом, када је толико зла нанео. Силвија се не мири са чињеницом да је Коста можда срећан са Зором. Не одустаје од идеје да се врати у село и да поново уђе у његов живот. Дара не жели да се пресели у Љубин пансион, јер не може да замисли да дели кров са Персидом. Дрина планира да остане у кући и предложи Кости да је задржи, како би му служила. Иако Мара жели да при изласку из куће поздрави са Костом, он је ужурбано избацује напоље. |              |                                                                                  |                                  |                |                        |
| 199 | 199          | Силвија опет покушава да упозори Косту на Зору                                   | Милан Коњевић и Владимир Алексић | Душан Јанковић | 14. јун 2022.          |
| Мара је добила идеју за нови бизнис. Пошто је остала без своје тезге на пијаци, одлучила је да храну продаје од куће до куће. Сасвим случајно је нашла Даничин свадбени поклон у џепу капута и тај новац је уложила у нови посао. Филип долази код Нађе и скреће јој пажњу да Огњен код ње долази последњи пут, а потом напушта село. Дрина пита Косту да ли њен Брка може да ради у кући као мајстор. Коста то не само да одобрава, чак шта више - предлаже Дрини да се пресели у Бојанову собу. Филип саветује Божу да свима да времена да увиде да се он заиста променио. У Каћин живот се враћа Саша, који долази на врата пансиона и изнајмљује собу. Брка зове Зору и обавештава је да је можда у великој опасности, с обзиром на то да је сазнао за Силвијину поруку Кости. Виктор признао да одавно гаји симпатије према Гоци. Директорки Дома Коста саопштава да је Зора његов коначни животни избор и да то пренесе Силвији. У супротном, он ће се позабавити Силвијом, на свој начин...       |              |                                                                                  |                                  |                |                        |
| 200 | 200          | Ђорђе Божи даје другу шансу                                                      | Милан Коњевић и Владимир Алексић | Душан Јанковић | 15. јун 2022.          |
| Мари је почео да се развија посао, толико да је Љуби саопштила да све што заради даће њему, како би му вратила новац за боравак у пансиону. Он за то неће ни да чује. Тереза не може да верује да је Зора остала у вези са Костом, после свега што је учинио својој породици. Зора показује зубе и јасно Терези ставља до знања да она није у позицији да било коме држи придике. Зори све теже пада да буде најомраженија особа у селу и то по цену освете. Ђорђе и Филип се састају на пиће као браћа, а њима се придружује и отац Божа који моли Ђорђа да му да другу шансу. Након што Коста провоцира Бојана у ресторану, они улазе у физички обрачун. Божа упозорава Спасу да Каћа од њега нешто крије. С друге стране, истина је да нико у селу не зна за Каћину прошлост са Сашом. Код Калине стиже нови комшија који, због реновирања, најављује буку у предстојећем периоду. Међутим, то није непознати комшија, већ њен Светозар из прошлости. Зорина мајка сазнаје за њен план да абортира... |              |                                                                                  |                                  |                |                        |
| 201 | 201          | Ракетићи опет преварени                                                          | Милан Коњевић и Владимир Алексић | Душан Јанковић | 16. јун 2022.          |
| У фризерски салон више нико не долази, а Виктор мисли да је то због тога што је Коста власник. Даници је драго, иако у први мах не схвата да ће она, услед мањка посла, ускоро добити отказ. Бојан саопштава Мари и Љуби да су опет преварени. Заправо, Коста је признао Бојану да је заједно са Силвијом извео превару. Бојан пита Спасу да му крсти сина. Огњен, Филип и Тереза су на вечери. Огњен жели да каже сестри да се ускоро сели у Немачку, али у ресторан пристиже Нађа која жели да разговара са Огњеном... |              |                                                                                  |                                  |                |                        |
| 202 | 202          | Састају се два зла Персида и Коста                                               | Милан Коњевић и Владимир Алексић | Душан Јанковић | 17. јун 2022.          |
| Отвара се истрага против Силвије и Косте. Брка и Зора се састају у купатилу, и тако Дрини стварају "црв сумње" да међу њима нешто има. Зора се среће са Маром и даље јој је непријатно што је, због Костине пакости, сада најомраженија у селу. Мара сумња да Зора заиста воли Косту. У дом Филипа и Терезе долази непозната жена која планира да их избаци из куће. Дара признаје ћерки Мари да јој је Персида претила, која је иначе умешала прсте и у однос са Костом. Чим ју је угледао на вратима, Коста је покушао да је избаци. Међутим, његово време Персида је купила онога момента када је рекла да он доста личи на њу, своју бабу. |              |                                                                                  |                                  |                |                        |
| 203 | 203          | Коста сазнаје да ће постати отац                                                 | Милан Коњевић и Владимир Алексић | Душан Јанковић | 20. јун 2022.          |
| Коста и даље не може да опрости Персиди што је због ње завршио у дому. "Можеш да бежиш колико год хоћеш, али сенка онога што јеси ћете увек пратити и сустићи", њене су речи које су га подстакле на размишљање. Силвија повлачи следећи потез. Зове пријатеља у помоћ, са којим треба да се састане у поноћ у Росиној канцеларији за детаљнији план. Инспектор је Зори обезбедио квалитетну опрему за прислушкивање, и сваки разговор са Костом биће пребачен на компјутер. Коста сазнаје да је Зора трудна, тако што налази анализе крви у њеном коферу. Мара схвата да нешто није у реду са Љубом и да он нешто крије... |              |                                                                                  |                                  |                |                        |
| 204 | 204          | Зашто ми ниси рекла да си трудна                                                 | Милан Коњевић и Владимир Алексић | Душан Јанковић | 21. јун 2022.          |
| Након што схвати да је Љуба у дуговима до гуше, Мара одлази у месну заједницу како би разговарала са својим драгим који управо у том тренутку саопштава Спаси да лоше стоји финансијски и да нема пара. Нађа отвара Каћи очи и повезује да је долазак њеног бившег дечка у „злом“ издању, последица плана Каћине мајке. Персида наставља да прави проблеме Мари, а сада на својој страни има и Косту. Ипак, Косту много више од Персидиних сплетки занима због чека му је Зора прећутала да је трудна... |              |                                                                                  |                                  |                |                        |
| 205 | 205          | Имам неки осећај да је сада све на свом месту                                    | Милан Коњевић и Владимир Алексић | Душан Јанковић | 22. јун 2022.          |
| Зори се окреће желудац док слуша Косту како тепа беби у њеном стомаку и обећава јој гомилу ствари. Брка саопштава Зори да је донео неопходну опрему из Београда, али да је много важније оно што је сазнао - због чега инспектор све то ради... Јелисавета се спушта на колена и проси шокираног Бојана. У телефонском разговору, Силвија сазнаје да је Момчило мртав и сада само жели да чује ко га је убио... |              |                                                                                  |                                  |                |                        |
| 206 | 206          | Имате 48 сати                                                                    | Милан Коњевић и Владимир Алексић | Душан Јанковић | 23. јун 2022.          |
| Дрина се жали Мари да Зора "очијука" са њеним Брком и зато одлучује да се суочи са њим. Кад види да нема куд, признаје да од ње крије једну тајну... Од свог доушника, Силвија сазнаје шокантну вест - Коста ће постати отац! Љуба моли Брку да му помогне да се састане са сином, али да за тај сусрет нико не сазна. Момчило позива Зору телефоном и тражи јој да се под хитно сабере, јер имају само 48 сати... |              |                                                                                  |                                  |                |                        |
| 207 | 207          | Вики се коначно усуђује да пољуби Гоцу                                           | Милан Коњевић и Владимир Алексић | Душан Јанковић | 24. јун 2022.          |
| Мара сазнаје од Дрине да је Зора трудна са Костом. Вики се служи „козметичким триком” како би на кварно пољубио Гоцу, али њена реакција није онаква какву је очекивао. Разочаран, бежи из собе главом без обзира. Иако покушава да допре до сина и предочи му да су он и Мара заједно криви због тога што је завршио у дому, Коста не жели да слуша, уверен да је главни кривац за све што му се догодило само мајка. Терезина индиферентност према ситуацији у којој су се затекли око Андријиног стана прети да се заврши избацивањем из истог... |              |                                                                                  |                                  |                |                        |
| 208 | 208          | Да заљубљен сам у тебе да лагао сам и не зна шта да радим                        | Милан Коњевић и Владимир Алексић | Душан Јанковић | 27. јун 2022.          |
| Виктор признаје Гоци да је заљубљен у њу и да не зна шта да ради. Ван себе од бола због мајчине болести, Вања се поверава Спаси и каже му да јој је остало још само да верује у чуда. Али Вања није једина која утеху тражи код Спасе. И Бојан му се жали на своју финансијску ситуацију, али срећом Спаса има план како да дођу до новца. Али, шта ће то чути Дринине уши... |              |                                                                                  |                                  |                |                        |
| 209 | 209          | Вићо нема пазара                                                                 | Милан Коњевић и Владимир Алексић | Душан Јанковић | 28. јун 2022.          |
| Ситуација између Виктора и Гоце се компликује, а Зору и Брку брине како ће Момчило реаговати када схвати да га је преболела. Њихово домунђавање Дрина опет погрешно схвата, а црв сумње наставља све јаче да је изједа. Док прикупља помоћ за куповину аута којим би Мара могла да настави дистрибуцију воћа по селу, Спаса неочекивано добија остатак потребног износа од Каћиног бившег... Како би спровела свој план у дело и оптужила Даницу за крађу, Персида у току ноћи узима сав пазар из салона... |              |                                                                                  |                                  |                |                        |
| 210 | 210          | Коста прети Даници полицијом али то није све                                     | Милан Коњевић и Владимир Алексић | Душан Јанковић | 29. јун 2022.          |
| Даница једва успева да изговори пред Костом да је пазар нестао. Превејани Коста једва чека да јој саопшти да има 48 сати да му врати новац, јер ће је у противном пријавити полицији. И на само то - добиће отказ и она и њена рођака, али и Ђорђе. Мара даје Гоци љубавне савете. Каже да не мисли да је Виктор за њу, али и да исто мислила и за Момчила. Персида користи тренутак када је Месна заједница пуна како би свима испричала да је Марина кума Даница лопов! |              |                                                                                  |                                  |                |                        |
| 211 | 211          | Зора крвари                                                                      | Милан Коњевић и Владимир Алексић | Душан Јанковић | 30. јун 2022.          |
| Гоца води искрени разговор са Виктором и убеђује га да је боље да буду пријатељи. Костиног пазара у салону лепоте још увек нема и сада сви запослени мисле да ће сви добити отказ. Силвија саопштава Роси да је одлучила да се смири и да напусти дом. Зора проверава Косту да ли се чуо са Силвијом, где јој он убеђује да није. Коста и Зора се свађају. Она крвари због чега је Коста води у болницу. Мара саопштава Божи да је Дана у проблему јер јој у салону недостаје пазар од 40.000 динара. Такође сазнаје да јој Коста прети отказом. Божи пада на памет да сада искористи тренутак да јој помогне и покаже да је херој њеног живота. |              |                                                                                  |                                  |                |                        |
| 212 | 212          | Брка више није Брка већ Јанићије у Дрининим очима                                | Милан Коњевић и Владимир Алексић | Душан Јанковић | 1. јул 2022.           |
| Професор је стигао у Марин живот и након што одседа у пансион, Љуба постаје врло љубоморан. Божа опет посећује Даницу и моли је за опроштај, али она неће ни да чује. Брка долази у посету Момчилу и сазнаје да постоји тајна о Лени коју до сада нису знали и време је да је разоткрију. Коста долази пијан у пансион и вређа Мару. Она је убеђена да ће је разумети када добије своје дете, али Коста јој у сузама саопштава да је Лена изгубила бебу. Лена и Јанићије се свађају и цео разговор слуша Дрина. Сада су разоткривени. Роса зове Косту и моли га да дође у дом. Коста пристаје и наговештава јој да за њу има изненађење. |              |                                                                                  |                                  |                |                        |
| 213 | 213          | Јеси рекла да желиш да упознаш правог Косту                                      | Милан Коњевић и Владимир Алексић | Душан Јанковић | 4. јул 2022.           |
| Откако је професор ушао у Марин живот, Љуба не престаје да приређује Мари љубоморне сцене, иако га она убеђује да само њега воли. Дрина не може да поверује да Јанићије гаји искрена осећања према њој, јер га она заправо уопште не познаје. Тереза и Филип се мире, и одлучују да се преселе, ако остану без Андријине куће. Виктор се на одласку поздравља са Даницом и саветује је да опрости Божи, јер је ипак он човек њеног живота. Каћа се поздравља са Сашом, који напушта село и мења број телефона, јер има проблема са новцем. Љуба их затиче како се присно поздрављају. Коста одлучује да Зору поведе на њему посебно место, јер ће на тај начин упознати "правог Косту"... |              |                                                                                  |                                  |                |                        |
| 214 | 214          | Зора упознаје Росу                                                               | Милан Коњевић и Владимир Алексић | Душан Јанковић | 5. јул 2022.           |
| Брка води Дрину код Момчила, како би је уверио да је све што је рекла Лена истина. Дрина га слуша, али не може да пређе преко чињенице да ју је слагао и са њим сада не може да замисли ни породицу. Андријина сестра је пронашла његове ствари у гаражи и напада Терезу како, оваквим "гестом", не поштује покојног супруга. Љуба признаје Мари да је видео како се Каћа љуби са Сашом и сада не зна како да то саопшти Спаси. С друге стране, Спаса је много срећан јер га је Бојан питао да му крсти дете. Божа саопштава Филипа да има нешто важно да му каже и да је зато звао и свог другог сина Ђорђа. Коста је обећао Зори да ће је водити на, њему, посебно место. Није ни слутила да планира да је упозна са Росом. Зори због тога није добро... |              |                                                                                  |                                  |                |                        |
| 215 | 215          | Роса је препознала Зору                                                          | Милан Коњевић и Владимир Алексић | Душан Јанковић | 6. јул 2022.           |
| Откако је Коста довео Зору у дом, Роса не престаје да мисли о њој. После дугог преиспитивања, Роса се присећа свега и упозорава Косту да спакује ствари и да бежи. Исти план имају и Роса и Силвија. Међутим, њихов разговор слушају Брка и Зора преко преслушкивача и знају шта смерају. Спаса је сазнао за Катаринин пољубац са Сашом и раскида са њом. Иако га она убеђује да га воли, Спаса је свестан да се она њега заправо стиди. Дрина Брки поставља ултиматум - све ће му опростити, ако Гоци каже да је Момчило жив. |              |                                                                                  |                                  |                |                        |
| 216 | 216          | Гордана ја сам жив сам                                                           | Милан Коњевић и Владимир Алексић | Душан Јанковић | 7. јул 2022.           |
| Ђорђе је дао отказ у ресторану и планира са Вањом да изгради нову будућност. То свима саопштава на Лепосавиној сахрани. Спаса не може да опрости Катарини пољубац са Сашом, али га Гоца теши и наговара да то ипак учини. Спаса постаје нови градски одборник. Након што је Коста остао сам у кући, дошла је Роса и све му испричала о Зори, његовој девојци. Тада долази Силвија и предочава му цео план. Међутим, нико од њих троје ни не слути да су просторије у којима "кују план" озвучене. Јанићије даје кључеве кола и саобраћајну дозволу Дрини и говори јој да може да одведе Гоцу код Момчила. Дрина не може да верује да би он све учинио за њу, само да му она опрости. Мара прислушкује разговор Зоре и Момчила и сазнаје да планирају да ухапсе Косту. Гордана се среће са Момчилом и схвата да је он ипак жив... |              |                                                                                  |                                  |                |                        |
| 217 | 217          | Нађа је Огњену саопштила дивну вест                                              | Милан Коњевић и Владимир Алексић | Душан Јанковић | 8. јул 2022.           |
| Душан је сумирао утиске и схватио да им је суд вратио и кућу и новац, а да је поред тога и поништио Костин уговор о поклону, па су и он и Дара схватили да имају зашто да се радују. Гордани је Момчило рекао да је могла лепо да заврши са Виктором, али она му је рекла да га гледа само као друга и да никада неће заборавити његову подршку. Лену је син питао где је његов отац, а мајка ју је упозорила на чињеницу да ће његова питања временом постајати све тежа. Са друге стране, Нађа је Огњену саопштила најлепшу вест, рекавши му да је у другом стању. |              |                                                                                  |                                  |                |                        |